# Dark Horse Comics

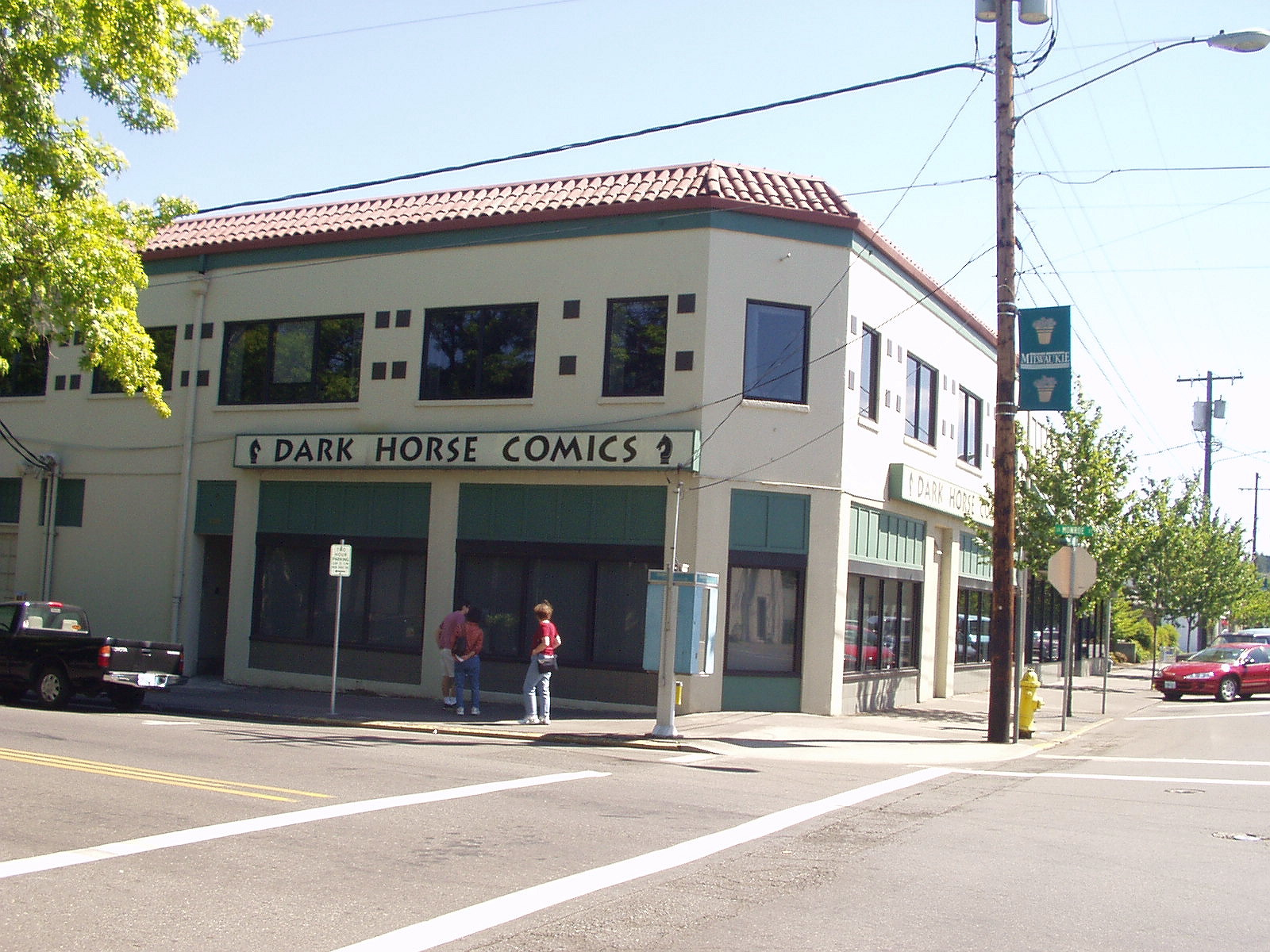
La sede di Dark Horse Comics.

Dark Horse Comics è una casa editrice di fumetti statunitense fondata nel 1986 da Mike Richardson e Randy Stradley con sede a Milwaukie, nell'Oregon. Contende a Image Comics e a IDW Publishing il ruolo di principale editore indipendente di fumetti, dietro alle due major DC Comics e Marvel Comics. Esordisce con la serie antologica Dark Horse Presents. Si tratta del più grande editore di fumetti ad avere un solo proprietario, ovvero Mike Richardson, capace di creare una società multimediale di successo, che lo ha portato a essere considerato una delle dieci persone più influenti nel mondo dei fumetti. Oltre a essere una delle case editrici che hanno trasposto il maggior numero di opere in film cinematografici, la Dark Horse è stata la prima ad avere un catalogo per la distribuzione di fumetti digitali online.
A partire dal 1990 riesce ad attrarre grandi nomi del panorama fumettistico quali Frank Miller (per il quale pubblica Sin City, le opere su Martha Washington, l'epica 300, Hard Boiled e altre), Art Adams, John Byrne, Walter Simonson, Mike Mignola (che crea Hellboy e il suo universo narrativo), Stan Sakai (con Usagi Yojimbo, distribuito fino al 2018), Sergio Aragonés (Groo), Eric Powell (con le grottesche avventure di The Goon), Neil Gaiman (Murder Mysteries), il mangaka Katsuhiro Ōtomo, dal quale ottiene i diritti per pubblicare Akira, e Michael Chabon, con il suo Escapist. Dark Horse è anche riconosciuta come il principale editore di fumetti sotto licenza al mondo. Pubblica, tra gli altri, i fumetti di Guerre Stellari (tra il 1991 e il 2014, e dal 2022 per la linea All Ages), i fumetti di Buffy l'ammazzavampiri e i personaggi legati alla relativa serie televisiva (tra il 1998 e il 2018), l'universo fantascientifico della Fox (tra il 1988 e il 2020), da cui i franchise di Alien, Predator, Aliens vs Predator e Prometheus, videogiochi quali Starcraft, Tomb Raider e Conan il barbaro (2004-2018), la serie TV fantascientifica The Orville e alcune proprietà riguardanti i personaggi animati Disney, quali Gli Incredibili e Frozen. Questo processo di acquisizione di licenze di celebri franchise, iniziato nel 1988 con la pubblicazione dei fumetti Aliens e Predator, porta Mike Richardson a voler invertire la tendenza e portare i personaggi di Dark Horse a essere sviluppati come franchise cinematografici e televisivi. Questa convinzione ha portato la casa editrice a esplorare il mondo del cinema e a fondare la propria compagnia cinematografica, la Dark Horse Entertainment, nel 1992. Il progetto è vincente, tantoché vengono prodotti quattro film nei primi tre anni, due dei quali, The Mask (con Jim Carrey e Cameron Diaz) e Timecop (con Jean-Claude Van Damme), esordiscono al primo posto al botteghino. Entrambi sono creazioni di Richardson.
Nel corso degli anni si continua però a dare ampio spazio ad autori e artisti che vogliono proporre fumetti originali e innovativi. Attualmente la casa editrice pubblica anche le opere legate all'acclamato Mignolaverse, universo narrativo creato da Mike Mignola intorno al personaggio cardine di Hellboy, i fumetti del Black Hammer Universe del pluripremiato Jeff Lemire, diverse opere di Matt Kindt e Brian Wood, alle quali si va ad aggiungere dal 2018 il marchio Berger Books, curato da Karen Berger, storica editrice della Vertigo (fino al 2013). Dal 2022 in collaborazione con il regista/scrittore/attore Kevin Smith viene lanciata l'etichetta Secret Stash Press. A questa si aggiunge l'imprint Dagu Publishing di Stan Sakai e Albatross Funnybooks di Eric Powell.

## Storia

### Genesi e affermazione (1986-1991)

Copertina della raccolta "Concrete - Profondità", di Paul Chadwick. Edizione italiana di Panini Comics

La Dark Horse Comics nasce a metà del 1986 come Dark Horse Publishing, fondata da Mike Richardson e Randy Stradley. Richardson era un affermato operatore di una catena di negozi di fumetti di successo nell'area metropolitana di Portland. Decise di entrare nel mondo dell'editoria e, insieme all'amico Randy Stradley, nel 1986 investì i profitti della sua catena di librerie per fondare una nuova casa editrice indipendente. La spinta a intraprendere questa avventura imprenditoriale nasce dalla realizzazione che i creatori dei fumetti che vende non detengono (nella maggioranza dei casi) i diritti sulle opere realizzate. Dopo aver conosciuto diversi autori e artisti che si sono recati presso le sue fumetterie, decide di provare a creare una compagnia che garantistica e tuteli chi realizza fumetti, sia per le proprietà intellettuali (sulle creazioni originali) sia per una giusta ricompensa. Lo scontro tra autori e grandi gruppi editoriali si è già palesemente manifestato nella prima metà degli anni ottanta. Basti citare la causa intentata da Steve Gerber alla Marvel per i diritti su Howard The Duck, depositata ufficialmente nella storica data (per i comic) del 29 agosto 1980. Azione legale appoggiata dal King dei comic Jack Kirby in polemica anch'esso con la Marvel per il mancato riconoscimento (finanziario e artistico) per la creazione di gran parte dei personaggi più iconici dell'Universo Marvel. Sia Gerber sia Kirby non vincono la loro partita ma Richardson vuole cambiare radicalmente le regole. Per questo si rivolge, insieme a Stradley, all'amico Mark Verheiden che all'epoca cura una rivista APA, ovvero una pubblicazione per aspiranti creatori. Mark ha già l'esperienza e i contatti per mettere insieme la produzione di un albo a fumetti, la prima pietra può essere posata. Richardson, Stradley, Verheiden, a cui si aggiunge Chris Warner creano e fanno esordire l'albo antologico a fumetti Dark Horse Presents n. 1, che contiene storie di Chris Warner, Paul Chadwick, R. Stradley e Randy Emberlin. Per raggiungere il break even, ovvero non perdere risorse investite, devono vendere 10 000 copie ma il successo va oltre ogni aspettativa. L'albo va più volte in ristampa e si vendono circa 50 000 copie, è la scintilla necessaria che dà i natali a una nuova casa editrice. La serie Dark Horse Presents diviene una delle più longeve della casa editrice, pubblicata dal luglio 1986 al settembre del 2000 per un totale di 157 numeri. Il successo definitivo arriva però con la seconda pubblicazione: Boris the Bear Slaughters the Teenage Radioactive Black Belt Mutant Ninja Critters, creato da James Dean Smith. Il primo numero arriva a vendere 80 000 copie segnando l'inizio dell'ascesa della Dark Horse come casa editrice indipendente. Il titolo è un palese tentativo di seguire la scia del grande successo ottenuto da Kevin Eastman e Peter Laird con il fumetto Teenage Mutant Ninja Turtles dei Mirage Studios (creato nel 1984), il fumetto indipendente record di vendite negli anni ottanta. D'altra parte si trattava della prova che il Direct Market, ovvero la vendita tramite la distribuzione nelle fumetterie e il circuito librario, permetteva a piccoli editori di emergere anche con pubblicazioni alternative e (spesso) in bianco e nero. In seguito a questo successo nacquero diverse case editrici e, nel 1986, insieme alla Dark Horse invasero il mercato nuovi editori quali: ACE Comics, Adventure Publications, Aircel, Apple Comics, B-Movie Comics, Crystal Publications, Entertainment Comics, Eternity Comics, Fantagor Press, Fantasy General Gladstone Comics, Malibu Comics, Now Comics, Pied Piper Comics, Pyramid Comics, Quality Comics, Silver-Wolf Comics, Slave Labor Graphics, Showcase Publications, Solson Publications, Spotlight Comics e U.S. Comics. La maggior parte di questi editori indipendenti è però destinata a chiudere in breve tempo ma la Dark Horse, grazie alla qualità delle sue pubblicazioni e ai titoli pubblicati su licenza riesce però a sopravvivere e a prosperare. Riesce inoltre a diversificare la sua offerta arrivando a lanciare, nel suo primo anno di vita, nove nuovi titoli tra cui The American, The Mark, Trekker, e Black Cross. Ma il personaggio più importante a esordire in quell'anno è Concrete di Paul Chadwick. Il personaggio nasce già su Dark Horse Comics n. 1 (del 1986) per poi apparire in altre storie brevi all'interno della prima storica serie dell'editore. Concrete è una creatura colossale e di materiale artificiale all'interno della quale viene impiantata, dagli alieni (per sbaglio), la mente di un essere umano di nome Ronald Lightgow. In apparenza sembrano le origini di un supereroe uscite dalle pagine di un fumetto della Silver Age. L'autore però non crea una serie legata al genere ma sviluppa una storia dai toni realistici e che è funzionale ad affrontare tematiche di carattere esistenziale, politico e sessuale. Capendone il potenziale, Richardson ne pubblica una serie regolare dal titolo Concrete n. 1 (del marzo 1987). La scelta è vincente, l'opera è acclamata dalla critica e guadagna 26 premi e nomination nei primi due anni dal suo esordio. Anche i lettori la premiano e arriva a essere il fumetto più longevo all'interno del catalogo Dark Horse che nei decenni successivi ne pubblica diverse miniserie e storie brevi, mantenendo sempre in stampa le raccolte in Trade Paperback relative al materiale pubblicato. Paul Chadwick riesce quindi con la sua opera a inserirsi nel filone del fumetto revisionista degli anni ottanta al pari di altre opere più celebrate di quel periodo quali: Il ritorno del Cavaliere Oscuro di Frank Miller; Miracleman e Watchmen di Alan Moore. Questo porterà autori affermati a vedere la nuova casa editrice indipendente come un punto di riferimento per produrre materiale alternativo e al di fuori delle logiche di mercato di due grandi editori come la Marvel Comics e la DC.
Il 1987 è un anno di difficoltà per gli editori indipendenti, la compagnia Glennwood Distributors, uno dei più importanti distributori di fumetti degli Stati Uniti è costretto a chiudere in quanto si ritrova i magazzini pieni di materiale invenduto, prevalentemente composto da indie-comics. L'ottimismo sull'espansione del mercato indipendente, soprattutto dei nuovi piccoli editori e dei nuovi titoli in bianco e nero aveva portato a prenotare in eccesso fumetti che il circuito delle fumetterie non poteva più smaltire. La Glennwood si ritrova priva di liquidità e non può più mantenere i pagamenti dei nuovi albi, la chiusura è rapida e inevitabile. Visto l'interesse nascente verso gli anime alcune case editrici cominciano a tentare la distribuzione dei manga, ovviamente tradotti in inglese. La First Comics pubblica con discreto successo Lone Wolf and Cub con nuove copertine di Frank Miller. La Eclipse Comics distribuisce Mai The Psychic Girl (dal maggio 1987) e questo diverrà il primo manga la cui intera serie viene edita negli Stati Uniti. La Dark Horse è tra le più attive a seguire il trend e Mike Richardson comincia a compiere diversi viaggi in Giappone arrivando ad assicurarsi un catalogo di manga tra i più ricchi e di successo.

Copertina del volume Lone Wolf & Cub Omnibus 1, storico manga di Kazuo Koike e Goseki Gojima. Artista di copertina: Frank Miller. Edizione italiana Panini Comics (2020).

 Il primo titolo è Godzilla: Kings of the Monsters, scelto in quanto propone un personaggio iconico anche presso i lettori occidentali, a questo seguiranno Ghost in the Shell (destinato a creare un franchise multi mediale molto popolare), la storico Astro Boy di Osamu Tezuka, Blade of Immortal, Gunsmith Cats di Sonoda, Trigun e riesce a portare Lone Wolf and Cub sotto l'egida della Dark Horse, dopo la chiusura della First Comics nel 1991, la nuova edizione vede Frank Miller come autore delle copertine. Nel corso degli anni l'interesse e lo spazio dato ai fumetti del Sol Levante è destinato ad aumentare e la Dark Horse non si fa trovare impreparata, nasce anzi una linea editoriale apposita denominata "Dark Horse Manga". Richardson è fermamente convinto nella diversificazione per quanto riguarda generi e format da proporre ai lettori. Intuisce però che per resistere in un mercato dominato da personaggi iconici quali Batman e Superman (della DC) o Spider-Man e gli X-Men (della Marvel) servono personaggi che siano già ancorati nell'immaginario collettivo e che siano di conseguenza riconoscibili in un mercato fumettistico sempre più competitivo. Con questo obbiettivo punta a pubblicare fumetti tratti da franchise cinematografici di successo, optando quindi a realizzare fumetti su licenza. Nel 1988 si assicura i diritti per pubblicare fumetti su Alien, personaggio che esordì al cinema nel 1979 con l'omonimo film-cult di Ridley Scott. Quando la licenza è nelle mani della Dark Horse è da poco uscito il sequel Aliens di James Cameron ottenendo un clamoroso successo e mettendo le basi per il futuro "Alien Universe". Sfruttando la popolarità raggiunta dallo xenomorfo, Richardson decide di pubblicare una miniserie che è il diretto seguito del film di Cameron, ottenendo grandi consensi con centinaia di migliaia di albi venduti. L'opera è realizzata da Mark Verheiden e Mark A. Nelson. Sulla scia di questo successo si assicura anche i diritti su Predator, che esordisce con successo al cinema nel 1987 con protagonista Arnold Schwarzenegger. Nel 1989 lo stesso Mark Verheiden firma la prima miniserie a fumetti dedicata al Predatore alieno, dal titolo Giungla di Cemento. Mike afferma di aver cominciato a pensare a un sequel il pomeriggio stesso in cui ha visto il film al cinema, la prima idea che gli è venuta in mente è stata quella di spostare il terreno di caccia di Predator da una giungla tropicale a una di cemento quale una grande metropoli. Da questo presupposto scaturisce il fumetto che inizialmente è presentato come diretto sequel del film (ora non più canonico) ed è un successo da oltre 100 000 copie vendute per il primo albo. Nel frattempo la casa editrice si è anche assicurata i diritti su Terminator e nel 1991 si aggiudica due dei più importanti franchise degli anni ottanta. Il primo è Indiana Jones che esordisce con la miniserie di quattro albi dal titolo Indiana Jones and the Fate of Atlantis (marzo 1991). Il secondo è Star Wars sul quale si decide di puntare sull'ambizioso progetto di realizzare una saga a fumetti che racconti quanto accaduto dopo la trilogia originale. Si amplia quindi l'atteso (dai fan) universo espanso di Guerre Stellari in quanto i fumetti pubblicati sulla celebre creazione di George Lucas erano considerati canonici e realizzati in stretta collaborazione con la LucasArts. In passato case editrici quali la Marvel e la DC avevano già pubblicato fumetti su licenza basati su franchise cinematografici, per esempio la Marvel ha detenuto i diritti sui fumetti di Star Wars tra la fine degli anni settanta e i primi anni novanta. A questi titoli però veniva data meno considerazione e spazio a livello di marketing che non per i personaggi di proprietà dei due grandi editori. La Dark Horse decide invece di farne dei titoli di punta su cui impegnare i

Copertina della raccolta "Star Wars Legends - Dark Empire 1". Artista della Copertina: Dave Dorman. Edizione italiana Panini Comics (2020)

migliori team creativi, con lo scopo di proporre ai lettori delle storie di grande interesse e in stretta continuity con le saghe cinematografiche. Tra queste la saga sequel che si colloca cronologicamente sei anni dopo gli avvenimenti de Star Wars - Il Ritorno dello Jedi, ovvero Star Wars: Dark Empire (pubblicata tra marzo e agosto del 1991) ottiene un tale successo che diviene l'opera a fumetti a ottenere più ristampe in tutta la storia della casa editrice. Bisogna sottolineare che l'idea per Dark Empire era venuta a Tom Veitch e Cam Kennedy mentre lavoravano alla miniserie The Light and Darkness per la Epic Comics, opera di carattere fantascientifico su cui si sviluppano alcune tematiche che i due autori riadattano all'universo di Star Wars. Fortunatamente per la Dark Horse il progetto viene bocciato dalla Marvel che non riteneva più di interesse una space opera quale Guerre Stellari il cui ultimo film era uscito sette anni prima e di cui aveva definitivamente abbandonato i diritti nel 1988. La scelta risulta sbagliata, mentre la politica della Dark Horse ne esce vincente e nell'arco dei primi anni novanta si vendono milioni di copie delle nuove serie dedicate ai personaggi sci-fi di George Lucas. I fumetti di Star Wars rivitalizzano quindi un franchise che (in un'epoca pre-internet) aveva perso parte del suo interesse e diminuito la sua fan base, tanto che il merchandising era in forte declino di vendite e l'eventualità di una nuova trilogia sembrava utopica. Richardson dimostra la potenzialità dei fumetti come mezzo per mantenere viva l'attenzione intorno ai franchise cinematografici e non solo. L'epoca della definitiva consacrazione della Dark Horse diviene quindi il biennio 1990-1991, in quanto si afferma come editore leader nei fumetti pubblicati su licenza e realizza un'opera destinata a fare la storia del fumetto: il crossover tra i due fumetti su licenza della 20th Century Fox, dal titolo Alien vs. Predator. Il successo è tale che genererà una tendenza del mercato (o "industry-trend") tra i più sfruttati del decennio. Ormai la casa editrice di Richardson e Stradley è un soggetto editoriale da tenere in considerazione e questo convince la DC Comics a stringere una partnership con la Dark Horse per la creazione di ulteriori crossover tra i propri franchise, dando vita alle miniserie Batman versus Predator, Superman/Aliens e Joker/Mask, le quali riscuotono grande successo. Conseguenza ancora più inaspettata e unica nel suo sviluppo è la produzione di un lungometraggio cinematografico quale Alien vs. Predator (del 2004) prodotto dalla 20th Century Fox e ispirato la fumetto Dark Horse a cui lo stesso studio di Hollywood aveva ceduto le licenze dei due personaggi. A cementare ulteriormente il ruolo di leader del fumetto indipendente, nel 1990 escono per la Dark Horse opere quali Give me Liberty e Hard Boiled, realizzate dal pluripremiato Frank Miller, autore all'apice della celebrità grazie a opere quali Il ritorno del cavaliere oscuro, Batman: Year One, il suo ciclo su Daredevil tra cui Born Again con David Mazzucchelli, Elektra: Assassin con Bill Sienkiewicz e Elektra Lives Again, quest'ultime due per la Epic Comics (etichetta per lettori adulti della Marvel). Il primo contatto con Miller avviene intorno al 1988 grazie all'intermediazione di Geoff Darrow il quale sta lavorando con un lui a una nuova opera ma si trovano costretti a trattare con la Marvel e DC per ottenere dei contratti e una distribuzione di livello. Richardson lo convince a fissare un incontro con Miller, avvenuto a Los Angeles. Qui gli mostra le spese di stampa, costo della carta e distribuzione, tolte queste è disposto a offrire all'autore newyorkese qualsiasi percentuale dei ricavi lui ritenga adeguata e inoltre manterrà per sempre i diritti sulle opere create. Miller è da subito entusiasta e il giorno dopo accetta cominciando a parlare dei progetti originali che ha in mente di produrre, dalla miniserie Give me liberty (con Dave Gibbons), a Hard Boiled (con Geof Darrow) e il progetto in fase embrionale che diverrà Sin City. L'arrivo del trio Miller-Gibbons-Darrow scuote l'ambiente dei comic e spinge altri autori e artisti che si sono affermati nel decennio precedente con le Big-Two (il duopolio DC/Marvel) a passare a un indie-publisher quale la Dark Horse. Protagonisti di questa svolta epocale (per la storia dei comic) sono: Mike Mignola, Walt Simonson, Arthur Adams e Chris Claremont. Il 1990 segna quindi un punto di svolta e apre una concreta possibilità di dare all'editoria indipendente una visibilità mia avuta prima attirando i grandi talenti del mondo dei fumetti che possono così realizzare opere creator-owned su cui hanno pieno controllo e libertà creativa. Questo passo serve crea nuove prospettive editoriale e la nascita di case editrici indipendenti pronte a sfidare e resistere di fronte al duopolio DC/Marvel, tra queste le più longeve e ancora attive sono la Valiant Comics e la Image Comics (ora terzo polo fumettistico del mercato statunitense). Richardson afferma che diversi artisti, tra i sette che fondarono la Image nel 1992, chiamarono inizialmente lui per vedere se Dark Horse era interessata a pubblicare i loro fumetti. Questa indiscrezione non è stata però mai confermata ufficialmente dai partner fondatori della Image.
Nel 1991 Frank Miller pubblica una delle sue opere seminali e tra le più importanti pubblicate dalla Dark Horse nell'intero decennio. Si tratta di Sin City, una saga crime noir disegnata in bianco e nero con uno stile segnato da forti contrasti, che cerca di trasmettere sulle pagine dei fumetti i toni e le atmosfere dei romanzi hard boiled, di cui l'autore è sempre stato appassionato. Era dagli anni settanta che Miller voleva realizzare una storia di questo tipo «con personaggi con motivazioni che fuoriescono da quanto si legge di norma nei fumetti», come afferma lui stesso. La chance di pubblicarla arriva grazie alla politica della Dark Horse e l'opera fa la sua prima apparizione in "Dark Horse Presents Fifth Anniversary" (aprile 1991) per poi proseguire su "Dark Horse Presents" nn. 52-61. Nel 1992 viene raccolta in un volume cartonato che si aggiudica l'Eisner Award come miglior graphic novel composta da fumetti già pubblicati serialmente. A questo primo arco narrativo seguiranno diverse miniserie e graphic novel nel corso di tutto il decennio. Negli anni duemila il regista Robert Rodriguez ne realizzerà due film cinematografici (basati sulle due prime raccolte) in stretta collaborazione con Miller.

### Espansione e Nuovi Imprint (1992-1997)
Visto il grande successo dei fumetti su licenza, Richardson decide di fondare nel 1992 la casa di produzione Dark Horse Entertainment, Inc. con lo scopo di trarre film e serie TV dai lavori originali della Dark Horse. La sede trova la sua collocazione all'interno degli studios della Twentieth Century Fox attraverso un accordo con Larry Gordon e "Largo Entertainment". In meno di tre anni dalla fondazione arriva a produrre quattro film, due dei quali, Timecop - Indagine dal futuro e The Mask, esordiscono al primo posto nel box office. Dal 1992 a oggi la Dark Horse Entertainment ha realizzato oltre trenta produzioni tra film, serie televisive, documentari, serie e lungometraggi d'animazione. Non tutti i progetti si basano su fumetti della Dark Horse Comics ma Richardson ha scelto di collaborare (nel corso degli anni) nella produzione di opere per diversi network televisivi (tra cui Syfy), piattaforme in streaming (tra cui Netflix), e grandi studios quali la Warner Brothers Entertainment. Nel 1992 continua l'acquisizione di licenze di franchise cinematografici e, per la prima volta per la casa editrice, si decide di optare per un fedele adattamento di un lungometraggio. La scelta ricade su Army of Darkness di Sam Raimi, terzo capitolo della trilogia cinematografica di Evil Dead con protagonista Bruce Campbell nei panni dell'iconico Ash Williams. L'adattamento vede ai testi e ai disegni John Bolton fautore di un'opera che pone le basi, a livello fumettistico, per lo sviluppo di un universo espanso della saga Horror di Sam Raimi, denominato "Army of Darkness Universe". In seguito alla tiepida accoglienza del terzo film del franchise gli studios perdono l'interesse nel realizzare un quarto capitolo ma il personaggio di Ash e la mitologia che circonda la trilogia sopravvive grazie alle continue serie e miniserie a fumetti che escono nei decenni successivi, pubblicate dalla Dynamite Entertainment. Anche se la Dark Horse ha rinunciato ai diritti dopo l'adattamento di Bolton si ritiene che la scelta vincente di puntare su Army of Darkness come possibile franchise di successo nei comic ha mantenuto vivo l'interesse intorno all'opera alimentando la fanbase. Difatti nel 2013 Raimi è riuscito a produrre un reboot cinematografico ispirato ai primi due film e nel 2015 il canale Starz ha realizzato una serie televisiva con Bruce Campbell, sequel di Army of Darkness, intitolata Ash vs Evil Dead.
Nel 1993 viene fondata una nuova società, la Things From Another World, Inc. (dal nome della prima fumetteria di proprietà di Richardson) allo scopo di favorire la vendita al dettaglio dei prodotti Dark Horse. Quell'anno il mercato fumettistico conosce un'espansione senza precedenti che porta gli introiti totali dei fumetti venduti a passare dai 500 milioni di dollari (circa) del 1992 a oltre 800 milioni di dollari. Gran parte di questo aumento è dovuto all'enorme successo della Image Comics e del nuovo Valiant Universe proposto dalla casa editrice fondata da Jim Shooter nel 1989. Entrambe puntano fortemente sul genere supereroistico e Shooter (ex editor-in-chief) della Marvel, vuole creare un universo coeso e con una rigida continuity che possa rivaleggiare (e anche superare) l'universo Marvel o DC. Richardson si accorge che la Dark Horse non ha finora puntato su un genere quale quello dei supereroi che risulta essere ancora dominante nel mercato USA. Per questo lancia un ambizioso e aggressivo progetto creando l'imprint Comics' Greatest World. Il direttore creativo Randy Strandley, convinto che il mercato possa assorbire altri titoli legati al genere supereroistico, tra giugno e settembre del 1993 lancia sedici nuovi titoli. Si tratta di albi unici con un prezzo promozionale di 1$ (un dollaro), più basso rispetto alla media di mercato (1,99$) e che servono da introduzione ai personaggi e alle città fittizie di quello che dovrà essere l'Universo supereroistico della Dark Horse. A giugno escono quattro titoli ambientati nella città "Arcadia", con ai testi Jerry Prosser: "X" (disegni di Chris Warner e Timothy Brad Street), "Pit Bulls" (disegni di Joe Phillips e John Dell III), Ghost (disegni di Adam Hughes e Mark Farmer), "Monster" (disegni di Derek Thompson e Ande Parks). A luglio Barbara Kesel scrive le storie di quattro titoli ambientati nell'utopica "Golden City", contesto completamente diverso da quello di "Arcadia" dove invece dominano il crimine, la decadenza e la corruzione. Gli albi di Golden City sono: "Rebel", "Mecha", "Titan" e "Catalyst: Agents of Change". Ad agosto escono i titoli ambientati in Steel Harbor, scritti da Chris Warner. Si tratta di storie che per presentano eroi estremi e dinamiche scene d'azione che le avvicinano al materiale pubblicato dalla Image. Gli albi sono: Barb Wire (disegni di Paul Gulacy), "The Machine", "Wolf Gang" (disegni di Lee Weeks) e "Motorhead". I quattro titoli di settembre ci portano nel futuristico mondo di "Cinnabar Flats", per i testi di Randy Stradley. Gli albi sono "Division 13", "Hero Zero", "King Tiger" (i cui disegni sono affidati al pluripremiato autore di Concrete, ovvero Paul Chadwick, coadiuvato da Jimmy Palmiotti), e infine "Out of Vortex". Ognuno dei sedici titoli presenta un prologo di una pagina scritta dal Presidente Mike Richardson e disegnata da Lee Weeks.
Nel 1993, oltre al lancio di Comics' Greatest World, viene inaugurato un altro imprint denominato Legend, il cui scopo è quello di pubblicare il materiale creator-owned edito dalla casa editrice. Inizialmente il progetto doveva chiamarsi Dinosaur e presentare opere originali di dodici celebri autori ma alcuni di questi decidono di passare alla Malibu Comics dove fondano la Bravura. La nascita della futura Legend è però fortemente voluta da Frank Miller che riesce a stipulare quella che chiama «<un'alleanza di artisti», proclamatosi i "Magnifici Sette", come lo erano stati l'anno prima i sette fondatori della Image Comics. Miller sostiene che la nuova etichetta è formata da autori che condividono la stessa prospettiva e visione di come si devono creare fumetti e «se ti piace una delle loro opere, allora ti piaceranno anche quelle degli altri». I primi due albi Dark Horse a portare il logo Legend sono John Byrne's Next Men n. 19 (ottobre 1993) e A Dame To kill for n. 1 (novembre 1993) la seconda miniserie di Sin City (di Miller). Nel 1994 la maggior parte del materiale pubblicato è per opera di Miller e Byrne. Quest'ultimo pubblica Babe and Danger Unlimited, miniserie di fantascienza con cui vuole riprendere le atmosfere del suo celebre ciclo di storie sui Fantastici Quattro. Miller realizza The Big Fat Kill, terza miniserie su Sin City e il sequel Give Me Liberty, sempre con protagonista Martha Washington e ai disegni Dave Gibbons. Paul Chadwick pubblica Killer Smile con protagonista Concrete e Mike Allred realizza la serie Madman Comics. Ma l'entrata più importante e longeva non solo per l'imprint Legend ma per la stessa Dark Horse è la miniserie Hellboy: Seed of Destruction. Il personaggio di Hellboy era già apparso in una storia breve su Next Men n. 21 (dicembre 1993) e lo stesso Mignola non crede particolarmente nel futuro editoriale della sua creazione. Pensa che la stessa miniserie Seed of Destruction sia destinata a essere l'unica dedicata al personaggio. La realtà è però diversa e il successo del personaggio è tale che la sua popolarità continuerà a crescere negli anni novanta e duemila (sopravvivendo alla chiusura della stessa Legend) e darà origine a svariate serie e miniserie spin-off e sequel che danno vita a quello che è il Mignolaverse. Si tratta di un universo coeso e con albi in continuity, che mischia il genere horror, quello d'avventura, l'archeologia esoterica e i fumetti di ambientazione storica. Ancora oggi risulta essere l'universo fumettistico originale più longevo che la Dark Horse abbia mai pubblicato. Dai fumetti di Hellboy sono stati tratti tre film cinematografici tra il 2004 e il 2019, di cui i primi due diretti dal regista premino Oscar Guillermo del Toro. Oltre a quelli citati, si sono uniti all'imprint altri grandi autori quali Art Adams, Eric Powell e Geof Darrow.
A partire dal 1996 anche la Dark Horse subisce il forte impatto dovuto al collasso del mercato fumettistico, dopo che i record di vendite stabilito tra il 1992 e il 1993 aveva tratto in inganno sia gli editori sia i distributori. I primi a subirne le conseguenze sono però i comic shop che vanno incontro a una valanga di chiusure che li porta dall'essere 9 200 nel 1993 (in attività negli Stati Uniti) a poco più di 4 000 nel 1995. Il secondo più grande distributore di fumetti, la "Capital City Distribution", affronta difficoltà finanziarie tali da non riuscire più a stare sul mercato e viene comprata nel 1996 dalla rivale Diamond Comic Distributors. Questa monopolizza da allora il mercato dei fumetti in Nord America quale distributore unico. Nel 1996 per la storica Marvel Comics si apre un "Chapter 11" (ovvero dichiara bancarotta). Anche per la Dark Horse finisce il periodo di espansione e si trova costretta a chiudere la sua ambiziosa linea editoriale di supereroi Comics' Greatest World e la stessa Legend cessa di esistere nel 1998, segnando un punto di svolta per la casa editrice. Ora deve rivedere le sue priorità e cercare di trovare un assetto editoriale che le permetta di affrontare la seconda metà degli anni novanta. Il primo segnale di una ripresa arriva da un titolo anomalo e per cui è prevista una miniserie di soli tre numeri. Si tratta di Usagi Yojimbo scritto e disegnato dall'autore di origine giapponese Stan Sakai. Il protagonista è un coniglio samurai antropomorfo che vive le sue avventure nel Giappone del sedicesimo secolo. La serie è in bianco e nero con chiare influenze manga ma che richiama anche le primissime avventure delle Tartarughe Ninja Turtles di Kevin Eastman (quelle anni ottanta). La pubblicazione va oltre i tre numeri previsti e contro ogni aspettativa, pur esordendo in un anno nefasto quale il 1996, diviene la serie regolare più longeva pubblicata dalla Dark Horse. Termina il suo corso per questo editore con il n. 160 nel 2017. La popolarità e il successo del personaggio non terminano ma continuano per la IDW Publishing che ne pubblica una serie regolare dal giugno 2019 partendo da un nuovo n. 1, sequel della saga pubblicata dalla Dark Horse.

### Riassetto editoriale (1998-2011)
A partire dal 1998 la Dark Horse comincia a cercare nuove opportunità per aumentare gli introiti e affrontare un mercato fumettistico profondamente mutato negli ultimi tre anni. Decide quindi di fondare la Dark Horse Deluxe, una line di merchandise che include giocattoli, kit di montaggio, oggettistica da collezione e abbigliamento. Si tratta di prodotti che vengono distribuiti in esclusiva dalla casa editrice e non necessariamente diretti ad appassionati di fumetti. Il progetto risulta da subito vincente e si registrano buone vendite grazie alla linea di giocattoli da collezione di Tim Burton, la Tragic Toys For Boys and Girls. Negli anni a seguire arrivano i successi riportati grazie al merchandise ispirato al film Serenity di Joss Whedon, sequel della serie sci-fi di culto Firefly (del 2002) e ai merchandise ispirati a video-game di grande successo quali Mass Effect. Uno degli anni di maggior successo per la Dark Horse Deluxe è però il 2012 con la linea delle Troll Dolls e gli oggetti da collezione tratti dalla celebre serie televisiva della HBO Il Trono di Spade, a sua volta basata sulla saga fantasy narrata nei romanzi Games of Thrones di George R.R. Martin. Il 1998 vede il lancio della serie regolare Buffy The Vampire Slayer, uno dei franchise più longevi su cui ha puntato la casa editrice e il cui successo si protrae per due decenni, la celebre ammazzavampiri passa infatti ai Boom!Studios nel 2019. Da notare che questa prima serie dura 63 albi, chiudendosi a fine 2003 e venendo quindi pubblicata nel corso della messa in onda dell'omonima serie televisiva. Volendo inoltre diversificare l'offerta delle opere a fumetti, nel 1999 la Dark Horse guarda anche al mercato italiano e stringe un accordo con la Sergio Bonelli Editore pubblicando la versione statunitense di alcuni numeri di Martin Mystère, Nathan Never e Dylan Dog. Nello stesso anno (1999) la redattrice Diana Schultz fonda l'imprint Maverick nato dalle ceneri della defunta Legend che aveva chiuso la sua corsa editoriale l'anno prima (1998). La nuova etichetta si propone di essere la casa per i titoli creator-owned, riedizioni di pubblicazioni underground, e ospitare opere che propongano nuovi autori e idee, spaziando tra diversi generi rivolti principalmente ad un pubblico adulto. L'imprint debutta a luglio con Sin City: Hell and Back di Frank Miller per arrivare poi a includere (nel primo anno di vita) altre opera autoriali e creator owned quali Hellboy di Mike Mignola, Usagi Yojimbo di Stan Sakai, The World Below di Paul Chadwick, il Grendel di Matt Wagner, Groo di Sergio Aragones, The Horror of Collier County di Rich Tommaso, Der Ring des Nibelungen di P. Craig Russell. Nuovi autori vengono proposti attraverso pubblicazioni antologiche quali Maverick Annual, Happy Endings e AutobioGraphix. Inoltre vi è la pubblicazione di opere già edite che spaziano dalle graphic novel di Will Eisner al fumetto underground American Splendor. 
(Diana Schutz, editor Dark Horse)
Nonostante l'impegno della Schutz e il pieno supporto di Richardson, l'etichetta soffre la scarsità di vendite già nel secondo anno di vita editoriale e deve chiudere nel 2002.
Nel 2004 viene creato un imprint dedicato alla narrativa, con lo scopo di far conoscere il marchio Dark Horse anche nelle librerie e a coloro che abitualmente non leggono fumetti. Le prime opere pubblicate sono Shanghai Diaries di Ursula Bacon e la serie di raccolte The Playboy Interviews. I successi arrivano con Lovecraft Unbound e Mogworld di Ben "Yahtzee" Croshaw.
Nel 2007 punta a espandere i titoli pubblicati su licenza e riesce ancora una volta a rivoluzionare il settore scegliendo di lanciare la serie Buffy The Vampire Slayer Season 8. Il fumetto si presenta come il diretto seguito della celebre serie televisiva Buffy l'ammazzavampiri, terminata dopo sette stagioni nel 2003, ma che può ancora contare su una numerosa fanbase. Il fumetto è in continuity con gli eventi accaduti nella settima stagione della serie TV, potendo contare sulla supervisione e apporto creativo di Joss Whedon, creatore della serie originale. Per le storie vengono coinvolti autori della serie televisiva quali Jane Espenson e Drew Goddard. A questi si aggiunge anche lo scrittore best seller Brad Meltzer. Il fumetto riscuote un enorme successo, il primo albo vende oltre 100 000 copie riportando la Dark Horse ai vertici delle classifiche di vendita. La nuova serie serve poi come punto di partenza per costruire un universo fumettistico che si espande intorno ai personaggi e alle storie sia di Buffy sia della serie TV spin-off Angel, creando il "Whedonverse". Nello stesso anno viene data fiducia alla storia creata dal cantante dei My Chemical Romance Gerard Way che in collaborazione con Gabriel Bá realizza la miniserie a fumetti The Umbrella Academy - La Suite dell'Apocalisse. La serie diviene un fumetto di culto cui fanno seguito due miniserie e nel 2019 Netflix ne distribuisce un adattamento in serie televisiva. Ottiene un notevole successo, nel primo mese dall'esordio (il 15 febbraio) viene vista da 45 milioni di abbonati e nella prima settimana diviene lo show trasmesso in digitale più visto negli Stati Uniti. Nel 2008 i fumetti di Mike Mignola ottengono una notevole attenzione mediatica con l'uscita del film Hellboy: The Golden Army (sequel di Hellboy di Guillermo del Toro) che ottiene grandi apprezzamenti da parte della critica e del pubblico, esordendo al primo posto nel box office. Questo spinge la Dark Horse a espandere ulteriormente i fumetti legati alle storie e ai personaggi facenti parti del "Mignolaverse". Continua inoltre l'acquisizione di nuove licenze stipulando una partnership con la compagnia "BioWare" ottenendo la possibilità di pubblicare fumetti sul video game Mass Effect. Le storie sono canoniche a quanto succede nel popolare videogioco, ai testi collabora lo stesso Marc Walters (co-ideatore della saga videoludica) per garantire la fedeltà alle atmosfere, personaggi e sviluppi del contesto narrativo.
Il 2011 è l'anno del venticinquesimo anniversario della fondazione della casa editrice. Per celebrarlo viene rilanciata la storica serie antologica Dark Horse Presents in un nuovo formato con 80 pagine. La serie originale si era conclusa nel 2000 con il n. 156 e aveva dato modo di presentare ai lettori sia autori già affermati sia possibili nuovi protagonisti del panorama fumettistico. Inoltre si aveva l'opportunità di proporre ai lettori storie di nuovi personaggi che si affiancavano a quelle di character ormai celebri, creando quindi un comic book che poteva offrire concept innovativi e sperimentali abbinati a quelli di storie più classiche. La stessa filosofia viene mantenuta con la seconda serie (o "Volume 2") che esordisce ad aprile 2011 e viene pubblicata fino al maggio 2014 per un totale di 36 albi, aggiudicandosi anche l'Eisner Award come Miglior Serie Antologica nel 2012. Il primo albo vede il ritorno dello storico personaggio "Concrete" di Paul Chadwick, la storia "Blood" dell'acclamato artista Neal Adams, "Marked Man" di Howard Chaykin, "Murky World" di Richard Corben, una storia spin-off di Crimson Empire del franchise di Guerre Stellari e un prologo a Xerses, attesa miniserie in cinque parti di Frank Miller, prequel e sidequel di 300. L'opera prenderà come titolo definitivo Xerses: The Fall of House of Darius and the Rise of Alexander e subirà notevoli ritardi nella realizzazione. Nello stesso anno viene commercializzata un'app dove è possibile scaricare centinaia di fumetti Dark Horse, inizialmente tramite iTunes e lo store ufficiale "Dark Horse Digital".

### Seconda fase di espansione (2012-2019)
Il 2012 segna l'inizio di una nuova fase di espansione e successi editoriali per la casa editrice. La Dark Horse torna a essere per il mercato il principale editore per quanto riguarda i fumetti pubblicati su licenza, primato che gli viene conteso da IDW Publishing. Quest'ultima può vantare una linea editoriale composta da serie legate al franchise dei Transformers, G.I.Joe, Star Trek, la trilogia di Ritorno al futuro di Robert Zemeckis, Ghostbusters, le Tartarughe Ninja e altri ancora. La Dark Horse riesce però ad aggiudicarsi la trasposizione a fumetti di Avatar: The Last Airbender (sequel della serie d'animazione Avatar - La leggenda di Aang) e ottiene un grande successo che lo porta a raggiungere il primo posto nella classifica dei best seller stilata dal New York Times. Esordisce inoltre con ottime vendite la nuova serie di Conan (Conan The Barbarian), che riparte dal numero 1 e vede ai testi Brian Wood, reduce da titoli molto apprezzati dalla critica come Northlanders e DMZ pubblicati per la Vertigo (etichetta della DC Comics). Continua inoltre il successo dei fumetti ispirati al videogioco Mass Effect, il cui libro The Art of Mass Effect ottiene un grande riscontro sebbene non presenti nuove avventure ma sia un volume informativo e illustrato sullo sviluppo del gioco, il design dei personaggi e delle ambientazioni, con varie nozioni e curiosità. Oltre all'aumento della tiratura dei fumetti stampati aumenta anche la richiesta di quelli digitali tramite la "Dark Horse Digital" le cui proposte si trovano ora anche su Nook, Kobo eReader e i Kindle Tablet. Inoltre viene commercializzata un'Android App (valutata 4 stelle). Il 2012 è anche un anno record di vendite per il merchandise della linea "Dark Horse Deluxe". Sul versante fumettistico il 2012 vede la pubblicazione di numerosi titoli creator-owned di successo tra i quali The Massive di Brian Wood, e Hellboy in Hell di Mike Mignola, storia che viene presentata come atto finale della tormentata esistenza di HellBoy. Ulteriore segno della nuova fase di espansione avviene con l'intenzione espressa dal presidente di tornare a puntare anche sul genere supereroistico. Il primo tentativo era avvenuto nel 1993 con l'imprint Comics' Greatest World. Richardson ammette che nonostante i successi iniziali il periodo non era favorevole visto che il mercato si avviava ad affrontare il collasso del biennio 1995/1996. Ora però la Dark Horse è pronta a riprendere alcuni di quei personaggi e a riproporne dei nuovi, puntando su grandi autori e storie di qualità. Verranno pubblicate come miniserie, graphic novel, volumi trade paperback, o come short-story sulla serie antologica Dark Horse Presents. Richardson dice di non temere più di sfidare la Big-Two (Marvel e DC Comics) sul loro stesso terreno. L'esordio della nuova linea editoriale non è più definita all'interno di un imprint specifico e avviene a maggio del 2013 con The Victories: Transhuman, protagonista il team di supereroi creato da Michael Avon Oeming (co-autore di Powers con Brian Michael Bendis). A questo segue la miniserie X che si propone di rilanciare il vigilante della Dark Horse (aveva esordito nel 1993) grazie agli autori Duane Swierczynski ed Eric Nguyen, l'opera viene annunciata come «la brutale storia del più sanguinario eroe della Dark Horse». Il 22 maggio su Dark Horse Presents n. 24 viene introdotto il nuovo supereroe Blackout, creato da Frank Barbiere e Mikah Kaneshiro. A luglio Joe Casey ripropone i personaggi di Titan e Agents of Change (già visti nel Comics' Greatest World) all'interno della miniserie di nove albi Catalyst Comix. Il 31 luglio, dopo la pubblicazione di un n. 0, parte la serie che propone la versione Dark Horse di Capitan America. Si tratta dell'eroe della seconda guerra mondiale Captain Midnight ritrovatosi nel nostro presente dopo essere finito nel triangolo delle Bermuda, un retaggio della Golden Age alle prese con una società dove il dualismo conflittuale tra bene-male è ormai sfumato.
La nuova fase espansionistica della Dark Horse prende definitivamente il lancio nel gennaio del 2013, uno dei mesi record di vendite dell'intera storia della casa editrice. Questo è dovuto alla pubblicazione della serie su Star Wars scritta da Brian Wood, autore fondamentale per la Dark Horse in questa fase di crescita, e per l'uscita di un altro fumetto su licenza quale The Legend of Zelda: Hyrule Historia, basato sue celebri videogiochi di The Legend of Zelda della Nintendo Entertainment System. Il primo albo della serie risulta essere uno dei più venduti nella storia dell'editore indipendente di Milwaukie. Mike Richardson decide di puntare fortemente sui fumetti pubblicati su licenza perché possono contare su un grosso seguito cross-mediatico. D'altra parte, fin dagli albori della sua casa editrice, aveva intuito la necessità per un editore indipendente di pubblicare fumetti con personaggi già popolari grazie ad altri media come cinema, televisione e videogiochi, tradizione iniziata nel 1988 con l'acquisizione dei diritti del franchise su Alien. Il 2014 viene incentrato proprio su questo tipo di proposte editoriali tra cui si distingue una serie su Tomb Raider, Serenity: Leaves of the Wind, Buffy The Vampire Slayer - Season 10 e lo spin-off Angel & Faith. A queste si aggiunge una serie basata sul primo script di George Lucas per Guerre Stellari (poi drasticamente modificato) il cui titolo era The Star Wars. Ma il più grande successo dell'anno si rivela essere Avatar: The Last Airbender, giunto al suo terzo volume e ancora una volta al primo posto tra i New York Times best seller. Nel 2015 il titolo best seller è il sequel ufficiale a fumetti del cult-movie Fight Club (del 1999), realizzato dallo stesso autore dell'omonimo romanzo Chuck Palahniuk. Questi ha modo di espandere il mondo caotico e visionario da lui creato e il consenso ottenuto dai lettori porterà a un terzo capitolo a fumetti intitolato "Fight Club 3". Continua inoltre l'ampliamento della sezione dedicata agli Art Book e il 2015 segna alcune delle vendite migliori per questa linea con i volumi The World of Witcher e The Art of He-Man and the Masters of the Universe. Continua la proposta di opere creator-owned con Lady Killer di Joelle Jones mentre Brian Wood continua la sua prolifica collaborazione con la Dark Horse col fumetto di ambientazione storica Rebels, la cui trama si svolge durante la Guerra d'indipendenza americana. Vengono lanciate inoltre diverse graphic novel d'autore (con la linea Dark Horse Originals) quali: Two Brothers di Gabriel Ba e Fabio Moon, The New Deal di Jonathan Case e Nanjing: The Burning City di Ethan Young. Visto l'aumento dei lettori di manga, Dark Horse cerca di rinnovare e riorganizzare questa proficua sezione editoriale con nuove proposte e una prestigiosa collana come la Manga Omnibus Edition che ripropone opere storiche in un formato nuovo, spesso cartonato e con pagine di maggiori dimensioni rispetto alla pubblicazione originale. La proposta è vincente e nel 2016 "Blade The Immortal Omnibus" Vol. 1 è un best seller per l'editore.
Tra il 2014 e il 2019 la Dark Horse perde la licenza per la pubblicazione di importanti franchise. I più celebri sono quelli di Star Wars (dal 2014) e Conan il Barbaro (dal 2018), entrambi passano alla Marvel Comics. Da questi vengono tratte serie di successo soprattutto per quanto riguarda la serie Star Wars (Vol. 2), pubblicata tra il 2015 e il 2019 e il cui primo albo diviene uno dei più venduti in assoluto degli anni post duemila con oltre un milione di copie vendute. Nel 2018 anche il Whedonverse lascia la Dark Horse e passa ai Boom!Studios, che distribuiscono serie regolari su Buffy The Vampire Slayer e Angel, e la fantascientifica Firefly. Nel 2019 un titolo storico quale Usagi Yojimbo di Stan Sekai che passa alla rivale IDW Publishing principale rivale nella conquista del quarto posto tra i maggior editori di fumetti statunitensi. La reazione della Dark Horse è immediata, oltre a cercare nuove licenze, punta fortemente sull'universo fantascientifico degli alieni della 20th Century Fox cercando di dare una maggiore coesione narrativa tra i brand Aliens, Alien vs Predator, Predator e Prometheus. Tra il 2014 e il 2015 viene pubblicata la saga in 17 parti Fire and Stone, che vede collaborare diversi autori e artisti per formare un unico arazzo narrativo in cui si inseriscono gli xenomorfi, gli Yautja e gli Ingegneri, a cui si aggiungono i Terrestri. Visto il buon riscontro ottenuto nel 2016 viene pubblicato un progetto simile, diviso in 14 parti, e intitolato Life and Death. Queste due saghe-evento mettono le basi per il lancio di diverse nuove miniserie sui personaggi di quello che viene denominato "Alien Universe". Il primo titolo a inaugurare il nuovo ciclo di storie è Aliens: Defiance, limited-series in 12 parti pubblicata tra il 2016 e il 2017. Ai testi troviamo Brian Wood che inserisce cronologicamente la storia tra Alien di Ridley Scott e Aliens Di James Cameron. Qui ha modo di creare un personaggio quale il marine coloniale Zula Hendricks la cui vicenda personale e il suo scontro con gli xenomorfi appassiona i lettori e di conseguenza gli viene dato ampio spazio in diverse miniserie successive, sequel di Defiance e i cui testi sono affidati allo stesso Wood. In questa miniserie compare inoltre un altro personaggio caro ai fan della saga quale Amanda Ripley, figlia di Ellen Ripley (l'eroina interpretata da Sigourney Weaver), e comparsa per la prima volta nel video game Alien: Isolation della SEGA. Anche Amanda tornerà ripetutamente nei fumetti Dark Horse. Infatti lei e Zula Hendricks arrivano a combattere insieme gli xenomorfi in Aliens: Resistance, dove salvano il colono terrestre Alec Brand, destinato a divenire un marine d'élite del "Corpo Coloniale". Questi tre personaggi si ritroveranno poi uniti in Aliens: Rescue (del 2019), storia che chiude cronologicamente la trilogia di Wood iniziata con Defiance nel 2016.
Tra il 2017 e il 2019 si cerca di allargare la base dei lettori spingendo le opere di autori già popolari tra i lettori o attraverso accordi e progetti cross-mediali. Si dà infatti sempre più spazio a Jeff Lemire e al suo universo supereroistico le cui basi sono poste nella serie Black Hammer (premiata agli Eisner) dalla quale sono tratte diverse opere spin-off, sequel e prequel. Il tutto forma un universo narrativo denominato Black Hammer Universe (talvolta chiamato "Lemire Universe"). Altro nome di richiamo è quello della storica editor Karen Berger, fondatrice della Vertigo Comics (nel 1993) per la DC. Con il suo contributo viene creata la Berger Books, una nuova etichetta per fumetti creator-owned, graphic novel, e nuove edizioni di opere di particolare interesse già pubblicate in passato. La Berger sostiene di voler pubblicare fumetti che spaziano diversi generi e raccontano di temi e personaggi che si possono relazionare ai tempi in cui viviamo. Il debutto avviene il 31 gennaio 2018 con la miniserie Kitchen Knighmares! - Hungry Ghosts scritta dal celebre autore, chef e pluripremiata star televisiva Anthony Bourdain, coadiuvato dalla scrittrice Joel Rose. I disegni sono affidati ad Alberto Ponticelli e Vanessa Del Rey. Continua l'espansione della linea di Art Book con nuovi titoli quali The Art of Overwatch, The Legend of Zelda: Art and Artifacts e The Art of Rick and Morty, sul popolare cartone animato trasmesso da Adult Swim (in Italia su Netflix). A questi si aggiunge nel 2019 l'atteso The Art of Super Mario Odissey, volume cartonato con immagini, concepts, personaggi e fasi di sviluppo del videogioco Super Mario Odyssey, il nuovo capitolo (del 2017) sulle avventure dell'iconico personaggio Nintendo.
A livello cross-mediale vi sono diverse iniziative. Nell'ottobre 2018 crea una partnership globale con Vanguard Visionary Associates; secondo la casa editrice questo accordo permetterà lo sviluppo di nuovo materiale basato sui fumetti pubblicati e l'acquisto di diritti per la produzione televisiva e cinematografica. Inizia inoltre un accordo con Netflix per la quale la Dark Horse pubblica fumetti legati alla popolare serie TV Stranger Things e a sua volta la piattaforma streaming acquisisce i diritti per la trasposizione della serie The Umbrella Academy. La prima stagione (uscita nel 2019) adatta la prima miniserie La suite dell'apocalisse mentre la seconda (uscita nel 2020) adatterà il secondo ciclo narrativo, ovvero Dallas. Nel frattempo i due autori Gerard Way e Fabio Moon sull'opera che gli ha valso premi quali l'Eisner, l'Harvey, e lo YALSA Award, per realizzarne un terzo capitolo dal titolo The Umbrella Academy: Hotel Oblivion, pubblicato tra il 2018 e il 2019. Il 25 gennaio 2019 viene inoltre distribuito su Netflix il film Polar di Jonas Åkerlund con Mads Mikkelsen. Il lungometraggio si basa sul primo volume del fumetto omonimo, scritto e disegnato da Victor Santos (autore bestseller del New York Times) e distribuito da Dark Horse nel 2012. La storia ha come protagonista un agente della guerra fredda conosciuto come "Black Kaiser", le cui avventure di spionaggio e azione compongono una quadrilogia il cui capitolo finale, ovvero Polar Volume 4: The Kaiser Falls, viende distribuito il 6 marzo 2019. In occasione dell'uscita del film Netflix, la Dark Horse commissiona all'autore anche una storia prequel pubblicata in Polar Volume 0: The Black Kaiser, con le origini del personaggio, e distribuita lo stesso giorno dell'epico finale in Polar Volume 4. Gli adattamenti di The Umbrella Academy e Polar sono il preludio all'annuncio di un accordo stipulato tra Netflix e la Dark Horse Entertainment per quanto riguarda la creazione di contenuti originali per la piattaforma streaming a pagamento che si basino sui fumetti della Dark Horse Comics, di cui la Dark Horse Entertainment è una costola (nata nel 1992) per lo sviluppo di opere multimediali per le sue proprietà intellettuali. Il "First Look Deal" prevede un diritto di prelazione sull'ampia libreria dei fumetti della casa editrice da parte di Netflix qualora fosse interessata a finalizzare accordi per i diritti su storie e personaggi su cui realizzare serie televisive o lungometraggi. Inoltre è previsto che la Dark Horse Entertainment sia coinvolta direttamente nei progetti tramite Mike Richardson (fondatore, Presidente e CEO), Keith Goldberg (vice-presidente e produttore esecutivo) e Paul Schwake. L'accordo Netflix/Dark Horse che ha già portato al film Polar e alla prima e seconda stagione di Umbrella Accademy si amplia nel decennio successivo con lo sviluppo di nuove serie TV, prodotti d'animazione, e film. Tra questi vi è la serie animata di Samurai Rabbit: Usagi Chronicles in produzione presso 88 Pictures anche se rimane da vedere quanto può influire il passaggio del fumetto di Stan Sankai alla IDW Publishing. A questo segue: la serie TV su Grendel di Matt Wagner, con Andrew Dabb come showrunner/writer, il film live action Lady Killer sul personaggio creato da Joelle Jones e James S. Rich, pubblicato nel 2015 e acclamato dalla critica, il film Dept.H basato sull'omonima serie di Matt Kindt, il film Monster Girl (in produzione dal 2022) e nel 2022 è prevista inoltre l'uscita della terza stagione di Umbrella Accademy. La piattaforma streaming a pagamento leader del settore serve quindi da vetrina per i fumetti della Dark Horse e ne evidenzia le potenzialità cross-mediali. Pur perdendo diversi storici franchise quali Alien, Star Wars, Conan e altri, la casa editrice di Richardson è pronta a riproporsi come editore indipendente capace di rinnovarsi, trovare nuove idee e autori garantendo l'espansione dei suoi brand attraverso le nuove forme di entertainment.

### Gli anni duemila e venti (dal 2020)
A luglio 2020 viene annunciato che la Marvel Comics ha acquisito i diritti per pubblicare i fumetti legati ai franchise di Alien e Predator e quindi l'universo condiviso che riguarda le celebri creature aliene della 20th Century Fox. La Disney, compagnia proprietaria della Marvel ha acquisito il controllo degli studios della Fox nel 2019 ed è divenuto naturale non rinnovare i contratti con la Dark Horse affinché continuasse a produrre fumetti tratti dalle loro produzioni cinematografiche. Si tratta di un duro colpo per la politica di Mike Richardson che ha reso queste due proprietà un punto di riferimento e di richiamo per la sua casa editrice sin dal 1988 (per lo xenomorfo) e dal 1989 (per il cacciatore alieno). D'altra parte la stessa Marvel, tramite l'artista David Finch, dichiara che Alien e Predator sono due dei personaggi più iconici e identificabili dei nostri tempi. Si tratta dell'intuizione avuta da Richardson quando ne prese i diritti oltre trent'anni fa per avere tra i suoi fumetti personaggi riconoscibili dalla vasta maggioranza dei lettori anche se non si trattava di Superman o l'Uomo Ragno. Con questa mossa la Marvel riesce sia a indebolire un concorrente (anche se non paragonabile alla rivale DC), sia a creare la premessa per nuove storie originali ma anche per crossover con i personaggi Marvel (tipo Avengers vs Predator, e varie simili) di sicuro richiamo commerciale.
A giugno del 2021, la Dark Horse rafforza il suo status di Multimedia Publisher e Entertainment Company annunciando la fondazione della Dark Horse Games (o DHG). Si tratta di una divisione dedita allo sviluppo di video giochi e prodotti digitali. Negli anni passati la casa editrice si è già distinta per la pubblicazione di fumetti ispirati al gaming e alcuni dei suoi titoli e personaggi sono stati dati in licenza a terze parti per svilupparne dei video giochi. Adesso la compagnia vuole assumere un diretto controllo per quanto riguarda la programmazione e gestione di prodotti videoludici che possono contare su un catalogo di oltre 425 proprietà intellettuali composte da personaggi, storie e interi universi narrativi. Oltre a sfruttare un portfolio così vasto sono in fase di sviluppo anche prodotti originali creati ad hoc per questo tipo di mercato. Per lo sviluppo delle offerte della DHG si avvale di collaborazioni con i migliori gaming studios al mondo per creare prodotti da usufruire su PC, Mobile, console, e il cloud. Oltre allo sviluppo di video games vi è un ramo della divisione dedito alla produzione, sviluppo e distribuzione di Webtoon e Anime. La DHG ha due sedi, una in Oregon e l'altra a Shangai, come direttore generale viene nominato Jhonny B. Lee.
La Dark Horse continua la sua riorganizzazione ed espansione approfittando delle nuove politiche della DC Comics dopo l'insediamento della nuova presidenza e l'acquisizione da parte del gruppo AT&T. Una delle conseguenze è la rottura del contratto in esclusiva tra DC e Brian Michael Bendis, pluripremiato autore degli anni duemila e best seller del mondo dei comic. La DC rinuncia dal 2020 a distribuire le opere creator-owned di Bendis, pubblicate per l'imprint Jinxworld. Mike Richardson è da sempre stato un ammiratore delle opere create da Bendis e lo aveva già contattato più volte tra cui, l'ultima, quando l'autore aveva lasciato la Marvel nel 2017. Nell'agosto del 2021, viene fatto l'annuncio che la Dark Horse diventa l'ombrello editoriale per l'imprint del Jinxworld, per il quale pubblica sia le nuove opere sia le riedizioni di materiale già edito per altre case editrici. Bendis si dice entusiasta di questa nuova collaborazione e sostiene di aver ammirato sin dalla sua fondazione (nel 1987) la gestione del Presidente Richardson. Adesso ha la possibilità di riproporre alle nuove generazioni sia i titoli classici della sua etichetta quali Torso, Jinx e la celebre Powers sia di presentare i nuovi fumetti Jinxworld ai quali sta lavorando. L'esordio dell'imprint per la sua nuova casa editrice è il 17 novembre 2021 con la nuova serie Joy Operations.
Oltre all'accordo per distribuire il catalogo del Jinxworld dal 2021, la Dark Horse ottiene la possibilità di pubblicare in forma cartacea i fumetti originali distribuiti da ComiXology, la piattaforma leader nella distribuzione di "digital comics" (o fumetti digitali). Mike Richardson afferma che:«La linea ComiXology Originals presenta storie di altissima qualità e diversità [...] e si affianca perfettamente con i fumetti creator-owned della Dark Horse, fondamenta della casa editrice». Il co-fondatore e CEO Dave Steinberg della piattaforma si dichiara entusiasta di collaborare con la Dark Horse per poter portare i digital comics di ComiXology all'interno del Mercato Diretto, ovvero quello delle fumetterie e delle librerie. Inoltre sottolinea come la casa editrice di Richardson si è da sempre dimostrata capace di supportare le opere originali degli autori e artisti, garantendo qualità delle pubblicazioni e un'efficace distribuzione. Il debutto in formato cartaceo (o print debut) avviene il 2 febbraio 2021 nelle librerie e il 3 febbraio nelle fumetterie con l'edizione cartonata di 136 pagine a colori di Afterlift, realizzata da Chip Zdarsky e Jason Loo. L'opera raccoglie i 5 albi della miserie già distribuita come "digital comic" e vincitrice dell'Eisner Award nel 2020.
Nel dicembre del 2021 viene annunciato che la Dark Horse e tutti i suoi asset sono acquisiti dalla Corporation svedese Embrace Group. Si tratta di una holding finanziaria (con struttura di capogruppo) con sede a Karlstad. Fondata nel 2011 come Nordic Games Licensing e poi THQ Nordic AB. La Nordic Games ha da subito optato per acquisire diverse compagnie che diventassero sue sussidiarie e potessero contare su contenuti validi di cui usufruire e di cui essere una holding capogruppo, andando a formare una corporation di valore internazionale. Tra le compagnie già acquisite vi sono la Koch Media Holding, Coffee Stain Holding, Amplifer Game Invest, Asmodee, DECA Games, Easybrain, Gearbox Entertainment, Saber Interactive, e THQ Nordic. Ognuna ha a sua volta il suo gruppo operativo e di sviluppo. A queste, a partire dal 2022, si aggiunge la Dark Horse Media, uno dei più grandi editori e media producer statunitensi, finora indipendenti. La compagnia di Richardson possiede oltre 300 proprietà intellettuali, la cui produzione si snoda tra pubblicazioni a fumetti, merchandising, imprint editoriali e tramite la Dark Horse Entertainment ha già sviluppato oltre 40 film e serie televisive. Si tratta di una svolta epocale per la Dark Horse in quanto, pur rimando come presidente, Mike Richardson non è più alle redini del gruppo che ha fondato e non è quindi più una compagnia indipendente. L'Embrace Group ha dichiarato che mette a disposizione la sua esperienza e struttura per sviluppare ulteriormente il ramo editoriale (ovvero i fumetti), le produzioni cinematografiche e le serie TV legate agli asset della Dark Horse.
Nell'ottica di ampliare il catalogo e i lettori del suo parco testate, nel 2022 Mike Richardson stringe un accordo con il celebre regista Kevin Smith per lanciare l'imprint Secret Stash Press, che vede all'opera come scrittore lo stesso Smith il quale funge da supervisore e da Senior Editor per l'intera nuova linea editoriale. Il regista non è nuovo alla gestione di script per un fumetto in quanto ha già lavorato nel campo dei comic realizzando storie acclamate da critica e pubblico e che hanno visto protagonisti (tra gli altri) Green Arrow (della DC), Daredevil, Spider-Man e la Gatta nera (alla Marvel Comics). Tra l'altro ha gestito una fumetteria, fattore che lo accomuna a Mike Richardson e sottolinea la sua passione per i fumetti. Il presidente della Dark Horse afferma:«...Noi abbiamo molto in comune. Abbiamo entrambi lavorato in un nostro comic shop, entrambi siamo coinvolti nell'industria cinematografica, ma sopra ogni cosa (ci unisce) una grande passione per il medium fumetto. Sono molto orgoglioso di annunciare che Dark Horse pubblicherà fumetti e graphic novel della sua nuova linea editoriale». L'esordio dell'imprint avviene il 14 settembre 2022 con la distribuzione della miniserie in 8 numeri Maskerade. Parallelamente all'accordo con Kevin Smith, Mike Richardson si assicura la collaborazione di altri 2 celebri autori quali Stan Sakai e Eric Powell. Per Sakai, celebre per il suo longevo fumetto Usagi Yojimbo si tratta di un ritorno alla Dark Horse dopo il suo passaggio alla IDW tra il 2019 e il settembre 2022. Ora ha la possibilità di fondare e gestire una sua etichetta dal nome Dungo Publishing tramite la quale portare avanti la storica serie Usagi Yojimbo ed espanderne l'universo narrativo grazie anche al contributo di altri autori. Eric Powell, celebre nel mercato indipendente per la serie  The Goon ha la possibilità di portare sotto l'ombrello della Dark Horse la sua casa editrice Albatross Funny Books, che viene gestita in maniera autonoma ma divenendo un imprint Dark Horse. Anche per Powell si tratta di un ritorno alla Dark Horse dopo che aveva pubblicato la serie The Goon dal 2003 per la casa editrice di Richardson. In seguito aveva deciso di fondare una sua casa editrice indipendente sviluppando diversi progetti e collaborando con altri autori. La gestione della Albatross Funnybooks gli ha però sottratto tempo da dedicare all'aspetto creativo e, soprattutto, visibilità per la sua principale creazione The Goon. Sotto l'ala amministrativa, distributiva Dark Horse Powell può tornare a dedicarsi maggiormente al suo più celebre personaggio e portare avanti le altre pubblicazioni Albatross quali Big Man Plans, Hillbilly (entrambi creati dallo stesso Powell) e opere di altri autori quali Galakticon di Brandon Small e Pug Davis di Rebecca Sugar. Sono previste un'ulteriore espansione delle proposte e spin-off dello stesso The Goon. L'esordio dell'imprint (come etichetta della Dark Horse) avviene nel 2023 con una graphic novel.

## Imprint e linee editoriali
- Dark Horse Manga (attivo dal 1987): nel 1987 si comincia a diffondere negli Stati Uniti l'interesse per gli anime e di conseguenza gli editori cominciano a puntare sui manga[13]. I primi a dare il via alla "Wave of Japanese Comics" sono la First Comics (con lo storico Lone Wolf and Cub) e la Eclipse Comics in partnership con Viz Comics[13]. Mike Richardson intuisce il potenziale rappresentato dal fumetto del Sol Levante e comincia subito a stringere accordi con le case editrici giapponesi debuttando, già nel 1987, con "Godzilla: King of Monsters" per poi assicurarsi la pubblicazione di titoli storici quali Astro Boy, Akira, Gunsmith Cats, Ghost in the Shell, Blade of Immortal e molti altri[3]. La linea continua a espandersi anche negli anni duemila e nel 2010 vi è l'accordo con il celebre team di artisti CLAMP per il quale pubblica (tra gli altri) Clover, Chobits, Magic Knight Rayearth e Gate 7[3]. Nel 2019 viene varata la "Oversized Hardcover Deluxe Edition" con la quale intere serie in volumi cartonati (di circa 700 pagine) e sovradimensionati rispetto al format originale dei tankōbon. Il 27 febbraio debutta con una delle più longeve e acclamate serie seinen quale Berserk con l'opera "Berserk Deluxe Edition Volume 1 HC"[50].
- Dark Horse Entertainment (attivo dal 1992): si tratta di una compagnia affiliata alla Dark Horse Comics e voluta dallo stesso presidente Mike Richardson per sviluppare film, serie televisive live action e d'animazione basate su fumetti originali della Dark Horse[16]. A oggi ha prodotto e collaborato a oltre 30 film e serie televisive. Non tutte le produzioni sono adattamenti di fumetti ma alcune sono collaborazioni con altri studios per realizzare progetti originali e anche documentari[16]. Il successo ottenuto l'ha portata a stipulare importanti accordi tra cui quello (privilegiato) con Netflix e altri studios e canali televisivi[16].
- Comics Greatest Heroes (1993-1996, non più attivo): Nel 1993 la Dark Horse lancia un'etichetta editoriale che vuole inserirsi nel mercato del genere supereroistico, quello di maggior successo tra i comic book statunitensi[18]. L'anno prima (nel 1992) era nata la Image Comics imponendosi come terza forza dietro i colossi DC e Marvel, sottraendo alla stessa Dark Horse quella posizione[51]. Inizialmente i titoli di successo del nuovo editore indipendente sono tutti titoli supereroistici, dallo Youngblood di Liefeld, allo Spawn di Todd McFarlane, il Savage Dragon di Erik Larsen, i Wildcats di Jim Lee e molti altri[51]. La Dark Horse cerca di accodarsi ma i titoli proposti non superano la dura prova rappresentata dal crollo del mercato fumettistico del biennio 1995-1996[20].
- Legend (1993-1998, non più attivo): nasce con l'intento di radunare sotto un unico logo le opere dei grandi autori e artisti che collaborano con la Dark Horse pubblicando fumetti creator-owned[19]. Il materiale è prevalentemente diretto a un pubblico adulto o, comunque post-adolescenziale, e i contenuti e le tematiche tendono a essere più ricercati e autoriali[19]. A fine 1993 il debutto avviene con Next Men di John Byrne e il primo story-arc del Sin City di Frank Miller[19]. Tra gli autori che vi partecipano vi sono alcuni dei nomi più acclamati degli anni novanta e duemila quali Dave Gibbons, Art Adams, Paul Chadwick, Geoff Darrow, Eric Powell e Mike Mignola. Quest'ultimo crea per l'imprint Hellboy il personaggio la cui vita editoriale si dimostrerà essere la più longeva[19], dando origine a diverse serie spin-off e a un intero universo fumettistico (il "Mignolaverse") le cui storie sono ancor oggi in corso di pubblicazione.
- Comics by Spike (1995, non attiva): nel 1995 la Dark Horse tenta il lancio di un nuovo imprint curato dal regista afro-americano Spike Lee[19]. Il progetto si concretizza con la pubblicazione di una sola miniserie antologica dal titolo Colors in Black pubblicata tra il marzo e il giugno 1995[19]. Le storie raccolte sono realizzate da 16 autori differenti e provenienti da diverse etnie[19]. Le tematiche affrontate riguardano il razzismo e le difficoltà di integrazione tra le diverse etnie[19].
- Dark Horse Deluxe (attivo dal 1998): brand che produce una linea di merchandise comprendente giocattoli, abbigliamento, model kits e oggetti vari da collezione[3]. Inizialmente viene concepita per il merchandising legato ai fumetti Dark Horse ma presto si espande includendo proprietà esterne all'editore[3]. I primi grandi successi arrivano infatti con una linea di giocattoli da collezione creata dal regista Tim Burton e denominata "Tragic Toys for Girls and Boys"[3]. A questa seguono i prodotti ispirati a Serenity di Joss Whedon e al popolarissimo videogioco Mass Effect[3]. Dal 2012 inizia un periodo di grande successo per il brand con l'introduzione di una linea di prodotti legati alla celebre serie televisiva Il Trono di Spade e, tra gli altri, le repliche in scala delle navicelle del videogioco Halo (2015)[3] a cui si aggiungono i numerosi oggetti da collezione e gadget ispirati all'universo di Hellboy (il "Mignolaverse"), a cui partecipa nella fase creativa lo stesso Mike Mignola[52].
- Maverick (1999-2002, non più attivo): l'imprint viene fondato dall'editor Diana Schultz per dare una nuova collocazione editoriale alle opere pubblicate dalla defunta Legend fino all'anno precedente[25]. Si tratta quindi di fumetti creator-owned e gli autori coinvolti sono gli stessi che sono stati la colonna portante per l'imprint Legend[25]. L'opera di debutto è infatti Hell and Back di Frank Miller, l'ultimo fumetto del ciclo di Sin City pubblicato per Dark Horse. Da notare che è stato lo stesso Miller a suggerire il nome Maverick[25]. La Schultz dichiara che la presenza di una linea editoriale come Maverick e un suo Logo sulle copertine serve a ricordare che la Dark Horse non punta solamente su fumetti in licenza ma le sue radici sono sui fumetti autoriali e creator-ownedad, con tematiche rivolte principalmente ad un lettore adulto[25]. Un altro obbiettivo è la continua ricerca di nuovi autori e idee da proporre al mercato. Con questa prospettiva vengono pubblicate serie antologiche quali Maverick Annual, Dark Horse Maverick, Happy Endings e AutobioGraphix[25]. Per ampliare l'offerta vengono pubblicati fumetti già editi in nuovi e curati volumi quali le opere di Will Eisner, o il più recente Alice Cooper's Last Temptation di Neil Gaiman, pubblicato in origine dalla Marvel Music nel 1994[25]. Vi è inoltre la volontà di pubblicare titoli che coprono un ampio vantaglio di generi e tematiche[25]. Il catalogo Maeverick vede quindi una nuova edizione del fumetto underground American Splendor del compianto Harvey Pekar, comic book umoristici quali il Groo di Sergio Aragones o Too Much Coffee Man di Shannon Wheeler, il war comic The Last Day in Vietnam, l'adattamento dell'epopea mitologica L'anello dei Nibelunghi per mano di P. Craig Russell, il super eroe (in tal casi anti-eroe) Grandel di Matt Wagner, o l'horror del maestro Mike Mignola con Hellboy[25]. Nonostante l'impegno editoriale e i grandi autori coinvolti l'imprint non si impone a livello commerciale replicando le vendite al di sotto delle aspettative del suo predecessore Legend. Maverick viene chiusa nel 2002 avendo pubblicato meno di 50 albi/titoli[25].
- Rockets Comics (2003-2004, non attivo): A fine 2002 la Dark Horse annuncia il lancio di una nuova linea editoriale il cui editor, supervisore e direttore creativo è David Land[53]. L'esordio del nuovo imprint avviene a luglio 2003 con la distribuzione della prima ondata di serie regolari, 2 a luglio, 2 ad agosto e 2 a settembre[53]. Dopo la chiusura fallimentare di Maverick si cerca di trovare un nuovo approccio per l'imprint degli anni duemila. Le scelte editoriali si fanno meno autoriali e si punta soprattutto sul rinato interesse per la fantascienza sia a livello cinematografico sia letterario, cercando di raccontare storie ad alto contenuto d'azione e che vedono i loro protagonisti dover affrontare situazioni estreme[53]. Tali obbiettivi si evidenziano in serie quali Lone con protagonista un misterioso pistolero, Go Boy 7 di Keith Giffen che vede un ragazzo diventare un ibrido umano/macchina per guarire da una malattia, Hell ambientata in un futuro dominato dai robot realizzata da Brian Augustyn e Skottie Young, Green di Jim Krueger dove si narrano le avventure di un ragazzo finito su un'isola misteriosa sede di bizzarri e anomali esperimenti, Galactic dove il protagonista viene reclutato da una forza di polizia interstellare, Crush in cui la protagonista subisce una trasformazione per il suo diciottesimo compleanno[53]. Oltre a questi primi titoli si aggiungono limited-series quali la bizzarra The Moth di Steve Rude e Gary Martin (4 albi, aprile-luglio 2004) originando un albo spin-off The Moth Special, Syn creata da Keith Giffen e Greg Titus e ambientata in un futuro distopico dominato dalle macchine, El Zombo Fantasma di Kevin Munroe e Dave Wilkins, protagonisti un wrestler zombie tornato dall'Ade per vendicarsi e una ragazzina problematica di nome Belisa Montoya (miniserie di 3 albi, aprile-luglio 2004. Per la Rocket Comics il veterano Peter David insieme al disegnatore Pop Mhan danno un seguito al personaggio da loro creato Spy Boy, già protagonista di una serie regolare di 17 albi pubblicata nel 1999 che visto il successo riportato ha goduto di un cross-over di 3 albi con la Young Justice della DC Comics. La nuova miniserie di 4 albi prende il titolo Final Exam, distribuita tra maggio e agosto 2004. Grazie a Rocket Comics il top-writer Steve Niles ha la possibilità di dare un seguito al suo personaggio di culto (creato con Pat Lee) Fused con una nuova miniserie (4 albi, 2003-2004), inizialmente era stato pubblicato per la Image (nel 2002). Con la seconda ondata di titoli si raggiunge un catalogo di oltre 10 pubblicazioni che però fallisce la sua presa sui lettori e l'etichetta chiude dopo solo due anni di attività nel 2004.
- M Press Books (attivo dal 2005): imprint che pubblica opere letterarie in prosa sia di finzione sia ispirate a fatti reali e/o da fonti giornalistiche[54]. Il debutto avviene il 2 novembre 2005 con la distribuzione dell'opera Will Eisner: A Spirited Life di Bob Andelman[54]. L'autore ha passato tre anni a raccogliere materiale e interviste riguardanti uno dei più grandi fumettisti del ventesimo secolo quale Will Eisner[55]. Se ne analizza la carriera e l'impatto sul mondo del fumetto e non solo grazie al suo lavoro su un personaggio come The Spirit e su un nuovo tipo di formato per il racconto a fumetti quale le graphic novel, di cui da alcuni viene ritenuto il padre creativo[55]. Tra le pubblicazione della M Press vanno poi menzionati la serie di libri di successo che raccolgono in forma integrale le interviste del magazine per adulti Playboy, alle quali hanno partecipato alcuni dei personaggi più influenti e di spicco per la cultura, politica e spettacolo[54].
- Project Black Sky (2010-2015, non attivo). Agli inizi del secondo decennio degli anni duemila la Dark Horse decide di riproporre una sua linea editoriale dedicata ai super eroi[56]. Riprende quindi il progetto (di scarso successo) dei primi anni novanta Comics Greatest World (1993-1996) in cui aveva tentato un primo approccio alla creazione di un suo universo super eroistico. Alcuni dei personaggi creati all'epoca vengono riproposti, mentre ne vengono introdotti anche dei nuovi[56]. Stando al presidente Richardson per allargare ulteriormente le vendite è necessario attingere al genere fumettistico più diffuso e che sta portando grandi guadagni alle Big-Two (Marvel e DC Comics)[56]. L'universo super eroistico Dark Horse viene lanciato con 7 personaggi, protagonisti di serie e/o miniserie alle quali se ne aggiungeranno altre che vengono annunciate per il futuro[56]. Nonostante la possibilità di essere lette singolarmente esiste comunque una continuity e una sottotrama che lega i vari personaggi, la cui conclusione però non verrà alla luce in quanto le vendite non sono quelle che ci si aspettava e nel 2015 la linea editoriale viene chiusa. Da notare che vengono riproposti 2 personaggi del Comics Greatest World quali Ghost e X, mentre vengono inseriti nel nuovo contesto anche 2 personaggi originariamente non pubblicati dalla Dark Horse, quali Captain Midnight e Brain Boy. Il primo è un supereroe della seconda guerra mondiale, reso un cardine della continuity del nuovo universo super eroistico a cui spetta anche il canto del cigno dell'intero progetto con l'albo pubblicato il 26 giugno 2015. Il debutto dell'etichetta avviene con l'albo unico The Occultist distribuito il 15 dicembre 2010, un nuovo personaggio creato da Tim Seeley con character design di Guy Davis. Tra le serie regolari più longeve vi sono Captain Midnight e X che possono annoverare 24 albi (con aggiunto un n.0), pubblicate tra il 2013 e il 2015. Ghost viene riproposta con un n.0 (settembre 2012) a cui segue una limited-series di 4 albi (ottobre 2012 - marzo 2013) per poi avere una serie regolare di 12 albi (2013-2015). Tra i personaggi del nuovo universo super eroistico abbiamo The Occultist con 2 limited-series, Skyman con una limited-series di 4 albi (gennaio-aprile 2014), Black Out con una limited-series di 4 albi (2014).
- Dark Horse Horror (attivo dal 2013, ma senza logo specifico): La Dark Horse è sempre stata attiva nel ricercare autori capaci di produrre opere di genere horror, sia originali sia su licenza, e durante la sua seconda fase di espansione (dopo il 2012) decide di puntare ulteriormente sul genere[57]. Affida all'editor Scott Allie il compito di ampliare la proposta della linea editoriale denominata Dark Horse Horror, che già può vantare un franchise di successo come quello creato da Mike Mignola con l'universo fumettistico incentrato su Hellboy[57]. Con la tagline «It'll leave you senseless» (ovvero Resterete tramortiti) si lanciano nuove iniziative editoriali a partire da settembre del 2013[57]. Tra queste vi sono Kiss me, Satan (miniserie di Victor Gischler e Juan Ferreyra), Baltimore: the Infernal Train (storia vampiresca del duo Mignola-Golden), Criminal Macabre: the Eyes of Frankenstein (nuova miniserie sul detective dell'occulto creato da Steve Niles) e il volume brossurato di genere post-apocalittico So...I survived the Zombie Apocalypse[57].
- Berger Books (attivo dal 2018): viene fondato nel 2017 da Karen Berger[39], celebre cofondatrice e editor (tra il 1993 e il 2013) della Vertigo, storica etichetta della DC Comics dedicata ai fumetti alternativi, sofisticati e per lettori maturi, fondata nel 1993. L'imprint Berger Book ha lo scopo di spaziare tra i generi più disparati (evitando quello mainstream di genere supereroistico) per arrivare a pubblicare « [...] materiale differente ma in grado di parlare a livello narrativo e tematico ai tempi nei quali viviamo»[39]. I fumetti sono indirizzati a un pubblico adulto e Karen ha la possibilità di tornare a dare voce, grazie a Dark Horse, ad autori talentuosi e innovativi, sia esordienti sia veterani nel mondo dei comic, talvolta provenienti da esperienze in altri media[39]. La prima opera viene distribuita nel gennaio 2018, scritta da Anthony Bourdain e Joel Rose, intitolata Hungry Ghosts, si tratta di una miniserie antologica di genere horror[39].
- Jinxworld (dal 2021): si tratta dall'etichetta fondata da Brian Michael Bendis, per la quale pubblica le sue opere creator-owned[47]. Prima di passare alla Dark Horse Comics è stata pubblicata dalla Image Comics, dall'imprint Icon Comics (della Marvel Comics), e infine dalla DC Comics (tra il 2018 e il 2020). Dal 2021 l'intero catalogo dei fumetti Jinxworld vede una nuova edizione da parte della Dark Horse la quale pubblica anche le nuove opere realizzate da Bendis per il suo imprint[47]. Il debutto con la casa editrice di Richardson avviene il 17 novembre 2021 con una nuova serie dal titolo Joy Operations, storia di Bendis e disegni di Stephen Byrne[47]. La prima riedizione di un titolo già pubblicato è a marzo 2022 con Pearl, in origine distribuito dalla DC nel 2018[47].All'interno del contratto per la pubblicazione delle opere originali create dall'autore non rientrano le graphic novels ideate e pubblicate per l'editore Abrama ComicArts, progetto editoriale denominato Phenomena e creato insieme all'artista Andre Lima Araujo. Il motivo risiede nel fatto che il contratto con la Abrams è avvenuto prima di quello stipulato con la Dark Horse e l'opera non sarebbe rientrata nell'imprint Jinxworld. Con questa saga distopica e fantasy Bendis vuole provare un tipo di formato inusuale quale una graphic novel in bianco e nero destinata a lettori Young Adult, ovvero dai 13 ai 17 anni (principalmente ma non solo) e distribuita esclusivamente e capillarmente nelle librerie.
- comiXology Originals grahic novel and collections (dal 2022): Dark Horse distribuisce la versione cartacea (o printed edition) di una selezione dei principali titoli originali realizzati per comicXology, la piattaforma leader a livello mondiale di digital comics[48]. La linea Originals del servizio digitale si compone di quei titoli che sono stati distribuiti in anteprima esclusiva tramite comicXology, per i membri di Amazon Prime, tramite Kindle Unlimited e comiXology Unlimited[48]. Successivamente la Dark Horse ne realizza una printed edition nel formato di volumi brossurati o con copertina rigida per essere distribuiti nel Mercato Diretto che include le fumetterie e la librerie[48]. L'esordio del nuovo imprint avviene con la raccolta in volume di Airlift realizzata da Chip Zedarsky e Jason Loo, vincitrice nel 2020 dell'Eisner Award per la categoria miglior digital comic. La distribuzione avviene a partire dal 2 febbraio 2022 nelle librerie e il giorno successivo attraverso gli altri retailer[48]. A marzo esce Breaklands Volume One di Justin Jordan e Tyasetta, segue Youth Volume One di Curt Pires e Alex Diotto (in sviluppo come serie TV per Prime Video), e Black Ghost Volume One di Alex Segura, Monica Gallagher e l'artista George Kambadais[48]. Altre opere sono annunciate nel 2022[48].
- Albatross Funnybooks (dall'aprile 2022, attivo): Nel 2022 l'auore/artista indipendente torna alla Dark Horse dove aveva pubblicato la serie del suo personaggio più celebre (nel mercato indipendente) The Goon tra il 2003 e il 2014 (con una serie regolare di 44 albi)[7]. Successivamente ha fondato una sua casa editrice quale la Albatross Funnybooks. Dal 2022 questa impresa editoriale torna sotto l'ombrello della Dark Horse come imprint della casa editrice di Richardson[7]. La decisione è stata presa per dare la possibilità a Powell di dedicarsi maggiormente all'aspetto creativo dal momento che ora la gestione dei distributori, il marketing e altri impegni derivanti dalla pubblicazione di un funetto sono in mano alla Dark Horse. Secondariamente vi è l'amicizia e la stima che lo lega a Richardson e la possibilità di supervisionare in piena libertà i fumetti Albatross Funnybooks[7]. Sotto il nuovo imprint, oltre alla prosecuzione dei fumetti di The Goon, continuano le altre pubblicazioni della sua ex-casa editrice quali: Hillibilly e Big Man Plans (creati dallo stesso Powell), Galaktikon di Brandon Small, Pug Davis di Rebecca Sugar. Powell ha inoltre l'intenzione di ampliare l'offerta dell'imprint con nuovi autori, idee e formati[7]. L'esordio dell'etichetta avviene il 13 aprile con la graphic novel Eric Powell's The Goon - Chinatown artist edition (Hard Cover). Si tratta di una nuova edizione della graphic novel Chinatown and the Mistery Wicker, vincitrice di 2 Eisner Award. Il debutto di materiale inedito avviene con la distribuzione della serie antologica Albatross Exploding Funnybooks (il primo giugno 2022). Il contenuto vede storie di diversi personaggi creati da Powell quali The Goon, Hillibilly, La Diabla, Lula the Bearded Girl, Lester of the Lesser Gods. Non sono precluse storie con personaggi nuovi. Dal 2008 vi è l'interesse da parte degli studios hollywoodiani nei confronti di The Goon al fine di svilupparne un lungometraggio cinematografico ma poi il progetto si è areanato[7]. Dal 2012 è comincita una campagna Kickstarter che ha ottenuto successo e raggiunto l'obbiettivo proposto[7]. Il film doveva essere realizzato attraverso gli studios della 20th Century Fox ma dopo l'acquisizione da parte della Walt Disney Company la produzione è stata abortita. Ora grazie alle valutazioni positive della Dark Horse Entertainment, il progetto potrebbe nuovamente essere riportato in vita[7].
- Secret Stash Press (dal 2022): il regista, sceneggiatore e attore Kevin Smith fonda per la Dark Horse un'etichetta editoriale che prende il nome dalla fumetteria Secret Stash da lui stesso aperta nella seconda metà degli anni novanta nel New Jersey[58]. La produzione dei titoli per il nuovo imprint lo vede impegnato in prima persona come supervisore, direttore creativo e scrittore[58]. Le due pubblicazioni di esordio sono la limited-series di 8 albi Maskerade e la serie antologica Quick Stops[58]. Il debutto avviene a settembre del 2022 e tutti i fumetti pubblicati sono ambientati nello stesso universo narrativo ovvero View Askewniverse, nato a livello cinematografico e nel quale convivono i personaggi e le storie create da Smith[6]. Si compone quindi di film quali Clerks - Commessi (del 1994) e il suo sequel (del 2006), Generazione X (del 1995), i personaggi Jay & Silent Bob (apparsi in diversi film tra il 1994 e il 2019), In cerca di Amy (del 1997) e Dogma (del 1999). La miniserie Maskerade vede ai testi lo stesso Kevin Smith insieme a Andy Mcelfresh e ai disegni John Sprengelmeyer. Si tratta di una origin story che racconta della nascita di un vigilante. La seconda opera si tratta di una serie antologica (Quick Stops) che vede come protagonisti i personaggi del View Askenwniverse protagonisti della produzione cinematografica del regista.[6]
- Tiny Onion Studios: agli inizi del secondo decennio degli anni duemila lo scrittore James Tynion IV è un autore della nuova generazione già affermatosi sia a livello mainstream (soprattutto con DC Comics) sia a livello del mercato indipendente sul quale ha deciso di impiegare la maggior parte delle sue risorse[59]. Questo avviene soprattutto tramite i fumetti digitali pubblicati tramite la piattaforma a pagamento Substack. Ora però con Dark Horse ha la possibilità di creare un suo imprint con fumetti stampati e pubblicizzati da Dark Horse, da sempre pronta a valorizzare i nuovi protagonisti del mercato dando loro contratti vantaggiosi e piena libertà creativa[59]. Ora le opere distribuite su Substack verranno anche stampate in forma cartacea e a queste si aggiungeranno numerosi altri fumetti. Per dedicarsi pienamente al nuovo progetto James è stato disposto a rinunciare a progetti di sicuro richiamo commerciale come quelli dedicati all'iconico Batman e altre opere DC[59]. Per quanto riguarda la Dark Horse Comics James ha dichiarato: «La Dark Horse è la casa editrice che ha permesso la pubblicazione di alcuni dei migliori fumetti creator-owned della storia ed è per me un onore avere la possibilità di essere annoverato ai grandi talenti che vi hanno contribuito». L'autore non ha però intenzione di abbandonare Substack per la quale usciranno ancora dei fumetti in anteprima per i suoi abbonati[59]. Il debutto per l'imprint Dark Horse avviene con il fumetto Blue Book il 23 febbraio 2023 in collaborazione con il disegnatore Michael Avon Oeming anche se una prima anteprima è apparsa sulle pagine di Hellboy. La seconda serie dal titolo The Oddly Pedestrian Life of Christopher Chaos viene distribuita dal 7 giugno 2023[59].
- Yoe Books: a fine 2022 viene annunciato che la linea editoriale Yoe Books abbandona l'imprint Clover Press presso IDW Publishing per passare alla Dark Horse che amplia ulteriormente la sua proposta di imprint[60]. La prima pubblicazione per il nuovo editore avviene nella primavera del 2023 con la pluripremiata antologia a fumetti Blab![60]. Si tratta di una rivista sperimentale che raccoglie storie di autori che sono propensi a sviluppare tematiche e narrazioni alternative.[60] Gli argomenti proposti sono tra i più vari e spaziano dal fumetto alla saggitica. Nel primo albo si passa da storie a fumetti ad articoli sulla ascesa e caduta dei creatori di Superman, al resoconto sulla realizzazione del film Nosferatu per arrivare ad approfondimenti sulla vita dei gorilla e gli avvistamenti di UFO[60]. Richardson si dice entusiasta dei progetti per il futuro e per il fatto che alla Dark Horse mancava una linea editoriale di questo tipo dimostrando di ammirarne il presidente Craig Yoe e le sue esperienze multimediali. La Yoe Books non abbandona però totalmente la Clover Press con la quale continua la collaborazione per i progetti crowdfunded books[60].
- Dogu Publishing: (dal 2023): Stan Sakai torna alla Dark Horse dopo averla lasciata nel 2017 per passare alla IDW Publishing per la quale aveva continuato a pubblicare la sua serie più famosa Usagi Yojimbo (tra il 2019 e il settembre 2022). Richardson gli offre però la possibilità di avere e gestire in maniera autonoma un suo imprint che prende il titolo Dogu Publishing[8]. Tramite questa nuova etichetta continua la pubblicazione della longeva serie indipendente Usagi Yojimbo e ne espande l'universo narrativo anche grazie ad altri autori[8]. Tra le prime serie annunciate vi sono Chibi Usagi (realizzato con Julie Sakai) e vincitrice di un Eisner Award per Early Readers, Space Usagi, e Color Classics[8]. Quest'ultima si tratta di una nuova edizione delle storie classiche non più pubblicate in bianco e nero ma colorate. Lo staff editoriale della Dogu Publishing è composto da Julie come amministratore delegato e autrice di fumetti quali il premiato Chibi Usagi, vi è poi il produttore esecutivo Daniel, fondamentale per concludere il contratto con Netflix il quale ha portato alla realizzazione di una serie animata quale Samurai Rabbit: the Usagi Chronicles (giunta alla seconda stagione), mentre l'incarico di vice-presidente responsabile per l'espansione e il marketing dell'etichetta è affidato a Jeremiah (già collaboratore in passato di Stan Lee)[8].

## Fumetti su licenza
A partire dagli anni di esordio della casa editrice il presidente Mike Richardson ha puntato sull'acquisire i diritti di importanti franchise derivanti da film cinematografici, serieTV, animazione e opere letterarie. Lo scopo è quello di proporre fumetti legati a brand già riconosciuti dai lettori.

### Licenze in corso
Qui di seguito vi è un elenco di quelle ancora attive:
- Star Wars (1991-2014 e dal 2022): i diritti della saga di George Lucas sono stati acquisiti dai primi anni novanta e sono poi terminati nel 2014 quando sono ritornati alla Marvel Comics[4]. Questa è stata una conseguenza dell'acquisizione della Marvel da parte della Walt Disney Company divenuta proprietaria anche delle produzioni cinematografiche relative al franchise della Lucasfilm[4]. Tra il 1991 e il 2014 la Dark Horse ha pubblicato oltre 100 differenti titoli a fumetti relativi a Star Wars. Tali opere non solo hanno riscontrato successo a livello di vendite, ma vi è da sottolineare che i fumetti sono stati realizzati su autorizzazione e controllo della LucasArts e venivano considerati canonici e quindi i continuity con i film cinematografici, i video game e i vari romanzi in prosa[4]. La produzione Dark Horse è stata quindi fondamentale nel definire quello che è stato poi nominato Universo espanso di Guerre stellari[4]. Dopo il 2014 e con i nuovi progetti cinematografici, televisivi e a fumetti della Disney, la produzione Dark Horse non è più da ritenersi canonica rispetto alla saga fantascientifica[4]. Atto che si è reso necessario con l'uscita cinematografica nel 2015 dell'episodio VII Star Wars - Il risveglio della Forza che prevede necessariamente un reboot dell'Universo Espanso inizialmente concepito insieme a George Lucas con altri autori sul finire degli anni ottanta[4]. Solo uno dei fumetti pubblicati dalla Dark Horse tra il 1991 e il 2014 è rimasto canonico rispetto al Nuovo Universo Espanso e si tratta di Darth Maul: Figlio di Dathomir, un tie-in della serie d'animazione Star Wars: The Clone Wars e che si basa su una sceneggiatura per una serie TV mai entrata in produzione[4]. A partire dal 2022 però tornerà a pubblicare nuove storie su Guerre Stellari ma che rientrino nella categoria All Ages, ovvero dedicata a lettori di tutte le età, soprattutto i più giovani. Per quanto riguarda i fumetti dedicati agli adolescenti o lettori più adulti, i fumetti del franchise sono pubblicati da Marvel Comics[4]. La Casa delle Idee ha inoltre acquisito i diritti sui fumetti di Star Wars prodotti da Dark Horse fino al 2014 e che propone con in raccolte in volume brossurato con il marchio Legends, a indicare che non sono più fumetti da ritenersi canonici. Il nuovo accordo soddisfa comunque Mike Richardson, da sempre sostenitore e appassionato all'universo di Guerre Stellari[4]. A tal proposito afferma: «Dark Horse ha una ricca produzione di fumetti e graphic novels di Star Wars [...] ne sono stato un fan sin da quando ho visto il film originale 19 volte durante la sua prima distribuzione nelle sale. Sono entusiasta che ancora una volta la Dark Horse porterà alla vita nuove storie da questa incredibile Galassia e non esagero quando dico che non vedo l'ora di proporre nuove avventure ai fan di tutte le età.[4]»
- Tarzan (dal 1995): uno dei più longevi franchise a cui si è dedicata la casa editrice di Richardson. Il primo obiettivo è stato quello di onorare la tradizione e l'accuratezza editoriale nelle pubblicazione del celebre personaggio creato da Edgar Rice Burroughs, una delle figure letterarie e cinematografiche più iconiche del XX secolo. La prima pubblicazione è una limited-series che riprende l'ultimo manoscritto, mai completato, di Burroughs e mai diffuso[61]. In seguito ad accordi con la famiglia dell'autore viene completato da Joe R. Lansdale e pubblicato in prosa e illustrazioni in bianco e nero nella miniserie Tarzan: The Lost Adventure distribuita dal 1º gennaio 1995[61]. A giugno esce il primo albo interamente a fumetti dal titolo Tarzan: A tale of Mugambi[61]. Seguono diverse miniserie, una serie regolare di 20 albi (dal 1996), e riproposte in formato deluxe con copertina cartonata delle storiche serie a fumetti e comic strip dedicate al personaggio[61]. Si vuole così onorare la storia fumettistica di Tarzan attraverso quegli artisti che ne hanno decretato il successo anche a livello editoriale. La prima riedizione riguarda il celebre run di Joe Kubert inizialmente pubblicato per la DC nei primi anni settanta, si ripropongono anche gli storici fumetti Golden Age del personaggio disegnati da Jesse Marsh a partire dal 1947[61]. L'edizione dell'opera di Marsh della Dark Horse comprende 11 volumi distribuiti dal 2009[61]. Dal 2014 vengono riproposte le storie di Burne Hogarth (in due volumi), autore la cui influenza è stata fondamentale per una rappresentazione più moderna del personaggio. Si ripropongono anche i fumetti della casa editrice Golden Key dedicati a Korak, Son of Tarzan disegnati da Russ Manning, artista che ha poi curato un celebre ciclo di storie pubblicate come strisce quotidiane e pagine a fumetti domenicali stampate sui quotidiani a livello internazionale[61]. La Dark Horse non manca di creare per Tarzan opere originali e che possano attirare nuovi lettori, aggiornando il personaggio e inserendolo in nuovi contesti. A tal fine il personaggio è protagonista di diverse limited-series che vedono il crossover con altri celebri franchise e altre icone a fumetti quali i super eroi DC Comics[61]. Il primo di questi cross over vede Tarzan interagire con un altro personaggio creato da Burroghs quale John Carter, personaggio della serie letteraria science fantasy denominata Ciclo di Barsoom[61]. In questa avventura il Signore della Giungla si ritrova in una ambientazione aliena quale il pianeta Marte. La storia è pubblicata sotto forma di miniserie nel 1996[61]. Il secondo cross over lo trova a dover affrontare il temibile Predator della saga cinematografica in una miniserie scritta da Walter Simonson e disegnata da Lee Weeks, il titolo è Tarzan vs. Predator, at the earth's core[61]. Il successo di queste iniziative porta agli inter-company crossover con la DC quali Batman/Tarzan: Claws of the Cat-Woman (del 1999) e Superman/Tarzan: Sons of the Jungle (del 2001). Quest'ultima miniserie viene pubblicata con il banner Elseworlds in quanto fuori continuity e dove si rivisita l'origine dei due iconici personaggi. Si ipotizza cosa sarebbe successo se l'astronave che ha portato Kal-El sulla Terra non fosse atterrata vicino a Smallville ma nella giungla, con il giovane kryptoniano allevato dalle scimmie per divenire Tarzan, il Signore della Giungla[61]. Nel 2016 le origini del personaggio vengono ulteriormente rivisitate all'interno della storica saga cinematografica iniziata nel 1968 con il film Il pianeta delle scimmie. Nella miniserie Tarzan on the Planet of the Apes lo vediamo allevato come insieme a Caesar come se fossero fratelli per affrontare poi insieme la battaglia tra esseri umani e scimmie[61]. La Dark Horse pubblicata anche raccolte delle più significative sunday pages (o tavole domenicali) pubblicate sui quotidiani[61]. Nel 2022 su accordo con il sito ufficiale Edgar Rice Burroghs viene pubblicata, in volume cartonato, la raccolta Tarzan: The New Adventures, con storie scritte da Roy Thomas e disegnate da Thomas Grinder e Benito Gallego. Finora questi fumetti erano disponibili solo per gli abbonati al sito ufficiale di Burroghs[61].
- Disney Tales (dal 1999): a fine anni novanta la Dark Horse stringe un accordo con Walt Disney Company per adattamenti a fumetti ed eventuali spin-off riguardanti i film d'animazione sia del brand Classici Disney, prodotti direttamente dalla Walt Disney Animation Studios, sia dai lungometraggi realizzati dalla Pixar Animation Studios[62]. A queste si aggiungeranno pubblicazioni a fumetti di personaggi classici quali Mickey Mouse o Donald Duck non collegate a produzioni cinematografiche[62]. La prima opera nata da questa collaborazione è la miniserie in 2 albi Walt Disney's Tarzan del 1999, adattamento a fumetti dell'omonimo film d'animazione uscito nelle sale nell'estate di quell'anno[62]. Si tratta del 37° classico Disney secondo il canone ufficiale. Il primo adattamento di un film della Pixar è Disney's Monsters Inc (tratto dal lungometraggio Monsters & Co.) pubblicato nel formato graphic novel il 7 novembre 2001[62]. Dal 2018 la Dark Horse inizia a produrre fumetti originali spin-off ispirati alle produzioni cinematografiche, supervisionate e ritenute canoniche dalla Walt Disney Company. La prima opera di questa nuova linea editoriale è la graphic novel Disney Zootropia: Friends to the Rescue, distribuita dal 12 settembre 2018, e avendo come protagonisti Judy e Nick, personaggi del lungometraggio d'animazione Zootropolis del 2016, 55° Classico Disney[62]. Per quanto riguarda i titoli non legati a produzioni cinematografiche, il primo a essere pubblicato è Disney Treasure Island, starring Mickey Mouse, distribuito il 7 novembre 2018 in formato Trade Paperback e realizzato dagli autori italiani Teresa Radice (testi) e Stefano Turconi (disegni e cover art)[62]. La storia si ispira al classico romanzo L'isola del tesoro di Robert Louis Stevenson (pubblicato nel 1883). Il volume esce con il banner Disney Comics, sub-imprint dell'etichetta principale Disney Tales[62]. Una delle caratteristiche principali della linea Disney Comics è quella di presentare classici della letteratura rivisitati e con protagonisti i classici personaggi della Disney. A questo primo adattamento seguono infatti titoli quali Moby Dick starring Donald Duck, Don Qxiote starring Goofy e Mickey Mouse, Dracula starring Mickey Mouse, Frankenstein starring Donald Duck, Christmas Carol starring Scrooge McDuck[62].
- Avatar: The Last Airbender (dal 2010): Nel 2010 la Dark Horse pubblicata un art book sulla serie d'animazione Avatar - La leggenda di Aang trasmessa dal canale Nickelodeon tra il 2005 e il 2008 (trasmissione statunitense)[63]. A seguire inizia la pubblicazione di fumetti legati alla saga del popolare cartone animato. Il primo volume (del 2011) raccoglie le 26 storie già edite precedentemente su Nickelodeon Magazine per poi passare a una serie di graphic novels che ne riprendono la storia dal punto in cui era terminata la serie TV[64]. Le opere a fumetti riprendono anche la serie d'animazione La leggenda di Korra, sequel di The Last Airbender e trasmessa negli USA tra il 2012 e il 2014. La prima opera originale della casa editrice di Richardson esordisce il 25 gennaio 2012 nel formato di volume brossurato dal titolo: Avatar-The Last Airbender - The Promise Part One e viene annunciata sia come sequel della serie TV originale sia come un link con la successiva The Legend of Korra[64]. Alla stesura dei testi partecipano i creatori della serie animata oltre allo scrittore Gene Luen Yang, i disegni sono affidati a Gurihiro. Si tratta del primo di 23 volumi di materiale originale pubblicato tra il 2012 e il 2022[64]. A questi si aggiungono le raccolte in formato Hard Cover (con copertina rigida) nella linea Library Edition, raccolte nel formato Ominibus (brossurati), una raccolta Poster Collection, e volumi Avatar: The Last Airbender Coloring Book (libri con immagini in bianco e nero da colorare)[64]. I fumetti della Dark Horse contribuiscono a sviluppare l'universo narrativo dell'Avatar Franchise, che oltre alle serie d'animazione già citate ha visto la produzione del film cinematografico live action L'ultimo dominatore dell'aria (del 2010) di M. Night Shyamalan, video games e romanzi in prosa. A questo si aggiunge la fondazione nel 2021 dell'Avatar Studios da parte di Nickelodeon che prevede, anche grazie a una collaborazione con Netflix, di nuove serie animate e un remake live action della serie d'animazione originale.
- Stranger Things (dal 2018): la casa editrice diventa licenziataria per i fumetti ispirati all'omonima serie trasmessa da Netflix, piattaforma leader nello streaming a pagamento[65]. La pubblicazione d'esordio è la limited-series Stranger Things, scritta dallo scrittore Jody Houser e disegnata da Stefano Martino e Keith Champagne[65]. Il primo albo viene distribuito il 26 settembre 2018. Le storie realizzate sono canoniche e quindi vanno a integrare o adattare la storia vista nelle serie TV la cui prima stagione è stata resa disponibile agli abbonati nel 2016. In questa prima storia è Will Byers e va a raccontare della sua permanenza nella dimensione denominata Upside Down andando a inserire durante le vicende narrate nella prima stagione[65]. La miniserie viene raccolta in formato brossurato nel 2019 con il titolo Strange Things: The Other Side[65]. A a queste seguono diverse limited-series tra cui un prequel della serie TV quale Stranger Things: Six, una storia con due fuggitive dagli esperimenti del Dottor Brenner (non viste nella serie TV), altre con i protagonisti che si vedono catapultati in nuove e misteriosi avventure quali The Tomb Of Ybwen (del 2021)[65]. Alcune pubblicazioni vengono distribuiti anche in diversi formati come il volume Stranger Things: Zombie Boys (del 2020) o come albi unici Stranger Things: Halloween Special, distribuiti il 21 ottobre 2020 e le cui storie sono ambientate nella Notte delle streghe (cronologicamente ambientato 6 giorni prima della prima stagione)[65]. La Dark Horse inserisce i fumetti nella sua linea di raccolte deluxe denominata Library Edition, ovvero in formato hard cover (con copertina cartonata) con un numero di pagine tra le 180 e oltre le 200. Il primo viene distribuito in data 8 settembre 2021 e raccoglie le miniserie The Other Side e Science Camp, entrambe scritte da Jody Houser[65]. Da notare anche la miniserie crossover con il franchise di Dungeons & Dragons. Nella serie TV il celebre gioco di ruolo fantasy è uno dei passatempi preferiti dei giovani protagonisti che, nella storia a fumetti, si ritrovano catapultati all'interno di quel mondo immaginario (prima degli eventi della serie) ma è in questo momento che consolidano la loro amicizia e rafforzano il coraggio necessario ad affrontare uniti nemici spaventosi e ostacoli all'apparenza insormontabili[65].

### Licenze non più disponibili
- Godzilla (1987-1999): uno dei primi fumetti opzionati dalla Dark Horse riguarda il celebre kaiju del cinema giapponese. L'esordio avviene l'anno successivo alla fondazione della casa editrice, nell'agosto del 1987 con un albo unico a cui segue, nel 1988, la miniserie Godzilla che ristampa il manga di Kazuhisa Iwata che adatta il film cinematografico uscito nel 1985. La prima opera originale è la serie regolare Godzilla: King of Monsters, realizzata da autori e artisti statunitensi, e durata 16 albi (1995-1996). L'ultima pubblicazione è la limited-series Dark Horse Classics: Terror of Godzilla (1998-199) che ristampa a calori il manga di Iwata già edito da Dark Horse in bianco e nero nel 1988. Attualmente i diritti per la pubblicazione di fumetti sull'universo narrativo di Godzilla sono detenuti dalla IDW Publishing.
- Buffy the Vampire Slayer (1998-2018): per due decenni la Dark Horse è stata licenziataria dei fumetti ispirata all'omonima serie televisiva creata da Joss Whedon. In seguito i diritti sono passati alla casa editrice Boom!Studios.

Qui di seguito l'elenco delle raccolte in formato brossurato (o Trade Paperback), degli albi unici (o one-shot) e volumi della serie spin-off Angel:
```
Trade Paperback di Buffy
```

1. Il valzer della polvere (Dust Waltz)
2. Le origini (The Origin)
3. L'ultimo raggio di Sole (Remaining Sunlight)
4. Ospiti inattesi (Uninvited Guests)
5. Cattivo sangue (Bad Blood)
6. Angel: Il Divoratore (Angel: the Hollower)
7. Demoni da schianto (Crash Test Demons)
8. L'anello di fuoco (Ring of Fire)
9. Pallidi riflessi (Pale Reflections)
10. Il sangue di Cartagine (The Blood of Carthage)
11. Catena alimentare  (Food Chain)
12. Spike & Dru
13. Vite passate (Past Lives, crossover tra Buffy e Angel)
14. D'autunno (Autumnal)
15. Out of the Woodwork
16. Oz
17. False memorie (False Memories)
18. I racconti delle cacciatrici (Tales of the Slayers)
19. Ugly little monsters
20. Haunted
21. La morte di Buffy (The Death of Buffy)
22. Note dal sottosuolo (Notes from the underground)
23. Willow & Tara
24. Viva Las Buffy!
25. Play with fire
26. Cacciatrice interrotta (Slayer Interrupted)
27. Un paletto nel cuore (A Stake to the Heart)
28. I racconti dei vampiri (Tales of the Vampires)

```
 One-shot
```

1. The Final Cut
2. Giles: Oltre il confine
3. Jonathan: Nome in codice Coraggio
4. Reunion
5. I racconti delle cacciatrici: La bottiglia rotta del Djinn
6. Chaos Bleeds
7. Creatures of Habit (romanzo illustrato)
8. Play with fire

```
 Collana 
Angel
```

1. Surrogati (Surrogates)
2. Possessioni terrene (Earthly Possession)
3. Terreno di caccia (Hunting Ground)
4. Autumnal
5. Past Lives (Buffy/Angel crossover)
6. Strani compagni di letto (Strange Bedfellows)
7. Long Night's Journey

- Æon Flux
- Alien
- Aliens
- Alien vs. Predator
- Dirty Pair (versione americana)
- Disney's Gremlins
- Doctor Solar
- Emily the Strange
- The Fog
- Hellgate
- The Hire (BMW)*
- Gli Incredibili
- King Kong
- Little Lulu
- Magnus, Robot Fighter
- Man with the Screaming Brain
- Mass Effect: Redemption
- Megatokyo
- Pathfinder
- Penny Arcade
- Il pianeta della scimmie
- Predator
- Red String
- Scarface
- Serenity: Those Left Behind (Firefly)
- Shrek

## Manga (titoli principali)
- 3x3 occhi
- Akira
- Appleseed
- Astro Boy
- Berserk
- Black Magic M-66
- Blade of the Immortal
- Bubblegum Crisis (aka Bubblegum Crisis: Grand Mal)
- Cannon God Exaxxion
- Caravan Kidd
- Club 9
- Crying Freeman
- Dominion: Tank Police
- Domu
- Drakuun
- Eden
- Ghost in the Shell
- Gunsmith Cats
  - Gunsmith Cats BURST
- Hellsing
- Hipira
- Intron Depot
- Ju-on
- King of Wolves
- Lady Snowblood
- Legend of Mother Sarah
- Lone Wolf and Cub
- Lost World
- Metropolis
- Nextworld
- Oh, mia dea!
- Oldboy
- Orion
- Outlanders
- Reiko the Zombie Shop
- The Ring
- Samurai Executioner
- Seraphic Feather
- Shadow Lady
- Shadow Star (Narutaru)
- Spirit of Wonder
- Trigun
- Venus Wars
- What's Michael?
- Sei in arresto!